# USS Constitution
Vous lisez un « bon article » labellisé en 2013.
Pour les articles homonymes, voir Constitution (homonymie).
L'USS Constitution est une frégate en bois à trois-mâts de l'United States Navy. Baptisée par le président George Washington d'après la Constitution des États-Unis, elle est le plus vieux navire de guerre encore à flot dans le monde. Lancée en 1797, la Constitution était l'une des six frégates originelles de l'United States Navy autorisées par le Naval Act de 1794 et la troisième à être construite. L'architecte naval Joshua Humphreys conçut les frégates pour qu'elles soient les navires capitaux de la jeune marine américaine ; la Constitution et ses navires jumeaux étaient donc plus grands et mieux armés que les frégates standards de l'époque. Construite à Boston dans le Massachusetts dans le chantier naval d'Edmund Hartt, elle eut pour premières missions de fournir une protection pour les navires marchands américains lors de la quasi-guerre avec la France et de lutter contre les pirates barbaresques durant la guerre de Tripoli.
Elle se distingua lors de la guerre anglo-américaine de 1812 au cours de laquelle elle captura de nombreux navires de commerce et détruisit cinq navires britanniques : HMS Guerriere, Java, Pictou, Cyane et Levant. L'affrontement avec le HMS Guerriere lui valut le surnom de « Old Ironsides » et l'admiration du public qui empêcha à plusieurs reprises sa démolition. Elle fut le navire amiral des escadres de Méditerranée et d'Afrique et elle réalisa une tournée mondiale dans les années 1840. Durant la guerre de Sécession, elle fut un navire-école au sein de l'académie navale d'Annapolis et elle transporta des œuvres d'art et des objets industriels pour l'exposition universelle de 1878 à Paris. Retirée du service actif en 1881, elle devint un navire de réception puis un navire musée en 1907. Après une restauration en 1995, le navire navigua à nouveau à la voile pour la première fois en 116 ans lors des célébrations de son bicentenaire.
Aujourd'hui, la Constitution a un rôle de représentation de l'État, elle participe à des cérémonies, des programmes d'éducation et divers événements. L'équipage est composé de 55 marins, tous des marins d'active de l'US Navy et l'affectation sur ce navire est considérée comme un grand honneur. Traditionnellement, le commandement de la Constitution est confié à un commander (grade correspondant à un capitaine de frégate dans la Marine française). Quand il n'est pas en représentation, le navire se visite tout au long de l'année à son lieu de mouillage dans l'ancien Charlestown Navy Yard à l'extrémité du Freedom Trail de Boston.

## Construction

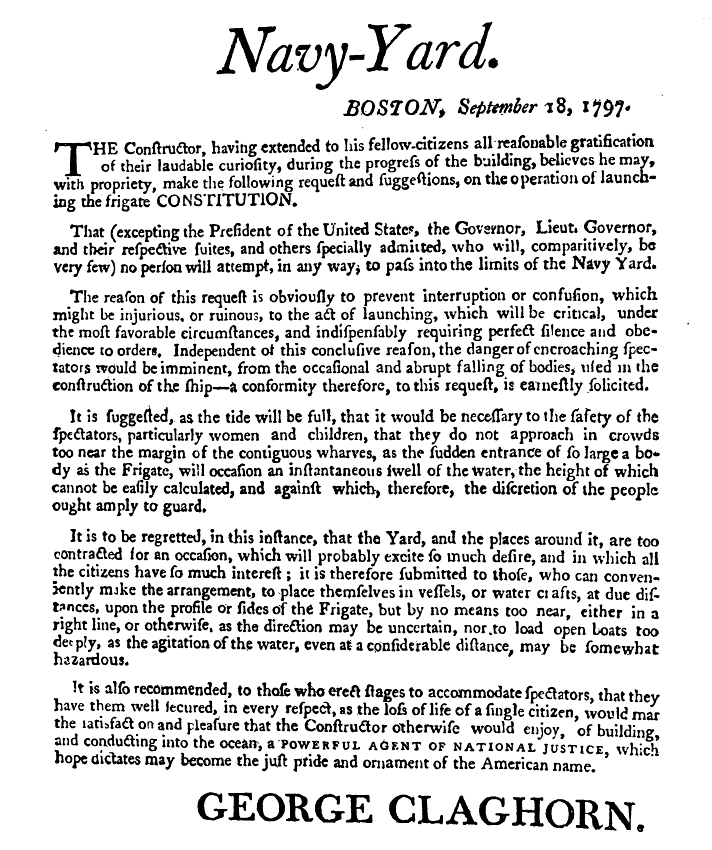
Annonce du lancement de la Constitution.

En 1785, les pirates barbaresques, en particulier ceux d'Alger, commencèrent à s'emparer des navires de commerce américains se trouvant en Méditerranée. Onze navires américains furent capturés pour la seule année 1793 et leurs équipages furent détenus en attendant le paiement d'une rançon. Pour lutter contre cette menace, il fut décidé de construire des navires de guerre pour protéger le commerce américain,. Le Naval Act de 1794 prévoyait le financement de six frégates mais une clause indiquait que leur construction serait arrêtée si un accord était trouvé avec Alger,.
La conception proposée par l'architecte naval Joshua Humphreys était inhabituelle pour l'époque avec une quille longue, un maître-bau (largeur) étroit et l'installation de canons de gros calibre. Le dessin prévoyait des renforts en diagonale pour limiter les torsions longitudinales tout en dotant les navires de planchers très épais. La coque était donc plus résistante que celle des frégates plus légères. Le dessin de Humphreys partait du principe que la jeune marine américaine de l'époque ne pouvait pas disposer d'autant de navires que les flottes européennes. Par conséquent, les frégates étaient conçues pour vaincre toute autre frégate tout en pouvant échapper à un navire de ligne,,.
Le nom de Constitution fut choisi par le président George Washington. La quille fut posée le 1er novembre 1794 dans le chantier naval de Edmund Hartt à Boston dans le Massachusetts sous la supervision du capitaine Samuel Nicholson et de l'architecte naval George Claghorn,. Le bois de construction était soit du pin, soit du chêne. La coque de la Constitution avait une épaisseur de 530 mm, mesurait 57 m en longueur entre perpendiculaires et 62 m en longueur hors-tout et avait une largeur de 13,26 m,. Au total, 28 ha de forêts furent nécessaires à sa construction. Paul Revere forgea les boulons de cuivre et les chevrons de la coque tandis que le doublage en cuivre installé pour empêcher les tarets d'attaquer la coque fut importé d'Angleterre,.

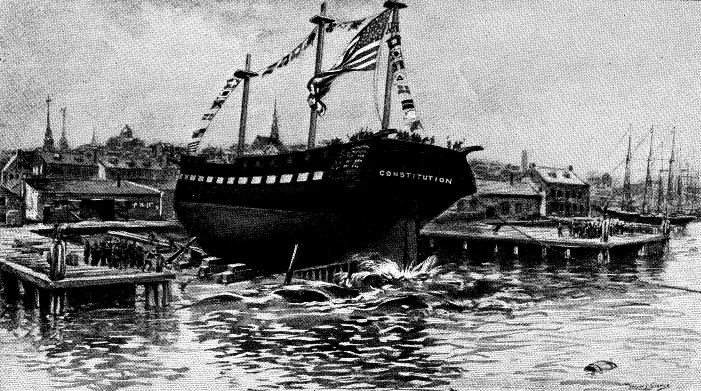
Lancement de l'USS Constitution le 21 octobre 1797 ; gravure de 1897

En mars 1796, alors que la construction se poursuivait, un accord de paix fut signé entre les États-Unis et Alger et, conformément au Naval Act, la construction fut arrêtée. Après quelques débats et l'intervention de George Washington, le Congrès accepta de financer l'achèvement des trois navires les plus avancés : United States, Constellation et Constitution,. Le nouveau président John Adams et le gouverneur du Massachusetts Increase Sumner assistèrent au lancement de la Constitution le 20 septembre 1797. Lors du lancement, elle glissa sur seulement 8,2 m avant de s'arrêter car son poids avait fait s'enfoncer le chemin de glissement dans le sol. Une nouvelle tentative deux jours plus tard ne permit de la faire avancer que de 9,4 m avant un nouveau blocage. Après un mois de réparations du chemin, la Constitution glissa finalement dans le port de Boston le 21 octobre 1797 et le capitaine James Sever cassa une bouteille de vin de Madère sur son beaupré,.
Même si elle était classée comme une frégate avec 44 canons, la Constitution en emportait souvent plus de 50. Les navires de l'époque n'avaient pas de batterie permanente comme ceux des marines actuelles. Les canons et les affûts étaient conçus pour être déplaçables et ils étaient souvent échangés entre les navires lorsque la situation l'exigeait. Chaque commandant emportait l'armement qu'il souhaitait suivant le tonnage du navire, la taille de l'équipage et la route planifiée. Par conséquent, l'armement des navires évoluait souvent durant leur carrière et l'historique des changements n'était pas toujours conservé.
Durant la guerre de 1812, l'armement de la Constitution consistait généralement en 30 canons de 24 livres (11 kg) répartis de chaque côté du pont-batterie. Les 22 caronades de 32 livres (15 kg) se trouvaient sur le pont principal et deux canons de 24 livres étaient positionnés à la proue et à la poupe du navire.
Depuis la restauration de 1927-1931, tous les canons présents à bord de la Constitution sont des répliques. La plupart ont été fabriqués en 1930 mais deux caronades du pont supérieur ont été réalisées en 1983. Afin que le navire puisse réaliser des salves d'honneur, un canon moderne de 40 mm fut dissimulé dans le canon le plus à l'avant de chaque côté du pont-batterie lors de la restauration de 1973-1976.

## Quasi-guerre
Après la signature du traité de Londres qui autorisait les Britanniques à saisir les marchandises françaises dans les navires américains, le gouvernement français répliqua en autorisant des corsaires à arraisonner les navires américains. À la fin du mois de mai 1798, le président Adams ordonna à tous les navires de l'US Navy de patrouiller à la recherche de navires de guerre français et de libérer les navires américains qui avaient été arraisonnés. La Constitution n'était pas encore prête à prendre la mer et elle dut emprunter seize canons de 18 livres (8,2 kg) au fort Castle William de Boston avant de pouvoir appareiller. Le navire prit la mer dans la soirée du 22 juillet 1798 avec l'ordre de patrouiller le long du littoral entre le New Hampshire et New York. Un mois plus tard, alors qu'elle patrouillait entre la baie de Chesapeake et Savannah en Géorgie, le capitaine Nicholson eut l'occasion de réaliser une prise de guerre ; le 8 septembre, au large de Charleston en Caroline du Sud, elle intercepta le Niger, un vaisseau de 24 canons manœuvré par un équipage français qui prétendait suivre des ordres britanniques pour emmener le navire de la Jamaïque à Philadelphie. N'ayant apparemment pas compris ses ordres correctement, Nicholson fit emprisonner les marins français, plaça un nouvel équipage à bord du Niger et l'emmena jusqu'à Norfolk en Virginie. La Constitution se rendit ensuite vers le sud pour escorter un convoi marchand mais son beaupré fut sévèrement endommagé dans une tempête et elle retourna à Boston pour réparations. Dans le même temps, le secrétaire à la Marine Benjamin Stoddert indiqua que le Niger opérait bien sous pavillon britannique. Le navire et l'équipage furent libérés et le gouvernement américain versa un dédommagement de 11 000 $ (environ 200 000 $ de 2012) à la Grande-Bretagne,.
Après avoir quitté Boston le 29 décembre, Nicholson rejoignit le commodore John Barry et l'United States près de la Dominique pour mener des patrouilles dans les Caraïbes. Le 15 janvier 1799, la Constitution intercepta le navire de commerce britannique Spencer qui avait été capturé par la frégate française L'Insurgente quelques jours auparavant. Techniquement, le Spencer était un navire français manœuvré par un équipage de prise français mais Nicholson, peut-être échaudé par l'affaire du Niger, libéra le navire et son équipage le lendemain matin,. Peu après avoir rejoint Barry, la Constitution dut à nouveau réparer son gréement qui avait été endommagé par une tempête et rien de notable ne se passa avant le 1er mars. Ce jour-là, elle rencontra le HMS Santa Margarita, dont le capitaine était une connaissance de Nicholson. Les deux hommes acceptèrent de mener un duel de navigation que le capitaine britannique était certain de gagner. Après onze heures de course, le HMS Santa Margarita abaissa ses voiles, admit sa défaite et son capitaine paya son pari avec une caisse de vin. Reprenant ses patrouilles, la Constitution re-captura le sloop américain Neutrality le 27 mars et le navire français Carteret quelques jours plus tard. Stoddert avait cependant d'autres missions pour le navire qui fut rappelé à Boston. La Constitution y arriva le 14 mai et Nicholson fut relevé de son commandement.
Le capitaine Silas Talbot devint le nouveau commandant de la Constitution et il commanda les opérations navales dans la mer des Caraïbes. Après la fin des réparations et du ravitaillement, la Constitution quitta Boston le 23 juillet à destination de Saint-Domingue pour bloquer la navigation française dans la zone. Elle reprit l'Amelia à un équipage de prise français le 15 septembre et Talbot l'envoya à New York avec un équipage de prise américain. La Constitution arriva à Saint-Domingue le 15 octobre et y retrouva le Boston, le General Greene et le Norfolk. Il n'y eut pas d'incidents au cours des six mois qui suivirent car les attaques françaises dans la région avaient diminué. La Constitution réalisa des patrouilles de routine et Talbot mena des rencontres diplomatiques. En avril 1800, Talbot enquêta sur un accroissement du trafic maritime près de Puerto Plata sur l'île de Saint-Domingue et il découvrit le corsaire français Sandwich qui y avait trouvé refuge. Le 8 mai, l'escadre captura le sloop Sally et Talbot prépara un plan pour capturer le Sandwich en exploitant la familiarité des habitants avec l'apparition du Sally pour débarquer des soldats américains dans le port. Le premier lieutenant Isaac Hull mena 90 marins et marines à Puerto Plata sans opposition le 11 mai et ils capturèrent le Sandwich et enclouèrent les canons du fort espagnol à proximité. Cependant, comme le Sandwich avait été capturé dans un port neutre, il fut rendu à la France avec des excuses et aucune part de prise ne fut accordée à l'escadre,.
Les patrouilles de routine se poursuivirent durant deux mois jusqu'au 13 juillet lorsque le grand mât recommença à poser des problèmes et la Constitution se rendit à Cap François pour y être réparée. Comme la durée de service de son équipage commençait à arriver à son terme, le navire se prépara à retourner aux États-Unis et il fut remplacé dans l'escadre par la Constellation le 23 juillet. La Constitution escorta douze navires marchands jusqu'à Philadelphie lors de son voyage de retour et elle arriva à Boston le 24 août où elle reçut un nouveau gréement et de nouvelles voiles. Même si la paix était imminente entre les États-Unis et la France, la Constitution retourna dans les Caraïbes le 17 décembre en tant que navire amiral d'une escadre composée du Congress, de l'Adams, de l'Augusta, du Richmond et du Trumbull. Comme elle n'était plus autorisée à arraisonner les navires français, l'escadre fut assignée à la protection du commerce américain et elle continua cette mission jusqu'en avril 1801 lorsque le Herald arriva avec des ordres demandant à l'escadre de rentrer aux États-Unis. La Constitution retourna à Boston où une révision fut prévue pour octobre avant d'être annulée. Elle fut placée en réserve le 2 juillet 1802.

## Guerre de Tripoli
Pendant que l'attention des États-Unis était tournée vers la France lors de la Quasi-guerre, le paiement de tributs aux États barbaresques permettait d'éviter les attaques contre les navires de commerce américains. En 1801, Yusuf Karamanli de Tripoli, mécontent du montant des tributs qu'il recevait par rapport à Alger, demanda le paiement immédiat de 250 000 $ (environ 7,7 millions de dollars de 2012). En réponse, le nouveau président Thomas Jefferson décida d'envoyer la flotte américaine pour protéger les navires marchands en Méditerranée et négocier un accord de paix avec les Barbaresques,. Deux escadres furent déployées, la première commandée par Richard Dale à bord du President et la seconde par Richard V. Morris du Chesapeake. Les résultats de l'escadre de Morris furent tellement mauvais qu'il fut rappelé et expulsé de la Marine en 1803.

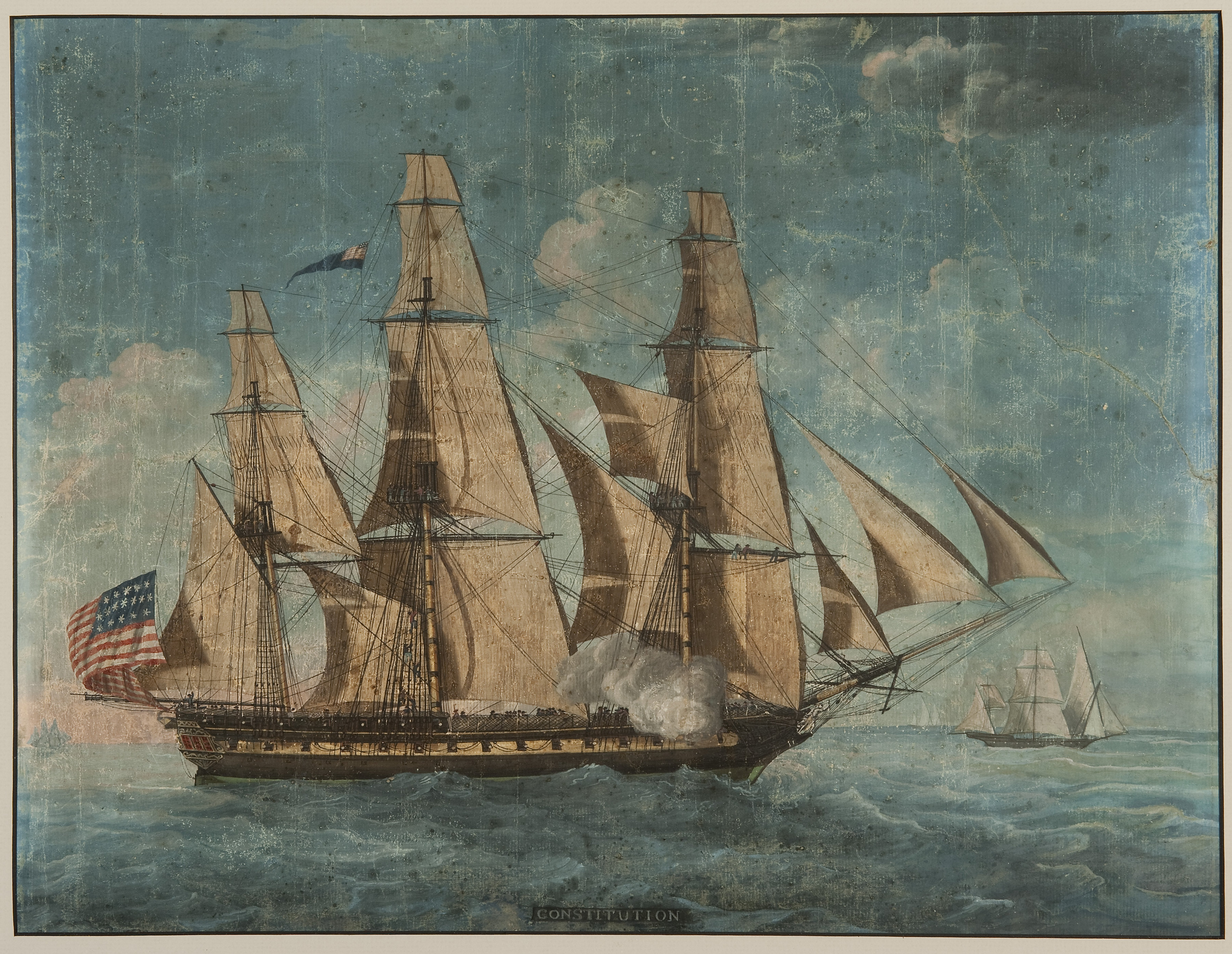
Cette peinture est la plus ancienne représentation connue de la Constitution, vers 1803-1804.

Son remplaçant, le capitaine Edward Preble, choisit la Constitution comme son navire amiral le 13 mai 1803 et il se prépara à commander une nouvelle escadre pour une troisième tentative de blocus. Le revêtement de cuivre de la Constitution devait être remplacé et Paul Revere fournit les plaques de cuivre nécessaires à l'opération,. Le navire quitta Boston le 14 août et le 6 septembre, près du rocher de Gibraltar, elle croisa un navire inconnu dans l'obscurité. La Constitution se mit aux postes de combat et se rapprocha. Preble salua le navire inconnu pour savoir d'où il venait mais ce dernier lui posa la même question. Après s'être identifié comme étant la frégate Constitution des États-Unis, il reçut à nouveau la même question. Preble, perdant patience, déclara « Je vais vous demander pour la dernière fois. Si je ne reçois pas une réponse satisfaisante, je vous envoie un boulet dessus ». L'étranger répondit, « Si vous m'envoyez un boulet, je vous envoie une bordée ». Preble demanda à nouveau le nom du navire inconnu et il reçut comme réponse, « Ceci est le HMS Donegal, 84 canons, Sir Richard Strachan, un commodore anglais » ainsi que l'ordre d'« envoyer une chaloupe à son bord ». Preble maintenant à bout de nerf, s'exclama, « Ceci est l'USS Constitution, 44 canons, Edward Preble, un commodore américain, qui sera damné avant d'envoyer une chaloupe à votre bord ». Et il dit à son équipage de se préparer à faire feu. Avant que l'incident ne dégénère, une chaloupe arriva de l'autre navire et un lieutenant britannique relaya les excuses de son capitaine. Le navire n'était pas le Donegal mais le HMS Maidstone, une frégate de 32 canons. La Constitution s'était rapprochée tellement discrètement que le Maidstone avait retardé la bonne réponse aux demandes américaines jusqu'à ce que ses canons soient prêts à tirer. Cet événement marqua le début d'une forte confiance entre Preble et les officiers sous son commandement, appelés les Preble's boys, car il avait montré qu'il était prêt à défier un présumé navire de ligne,.
Arrivé à Gibraltar le 12 septembre, Preble attendit les autres navires de son escadre. Son premier acte fut de négocier un traité avec le sultan Sulayman du Maroc qui retenait des navires américains en otage pour obtenir le retour de deux vaisseaux que les Américains avaient capturés. Le 3 octobre, la Constitution et le Nautilus quittèrent Gibraltar et arrivèrent à Tanger le lendemain. L'Adams et le New York les rejoignirent le 5 et avec quatre navires de guerre américains dans son port, le sultan était plus que disposé à négocier le transfert des navires entre les deux pays. Preble retourna à Gibraltar avec son escadre le 14 octobre,,.

### Bataille du port de Tripoli

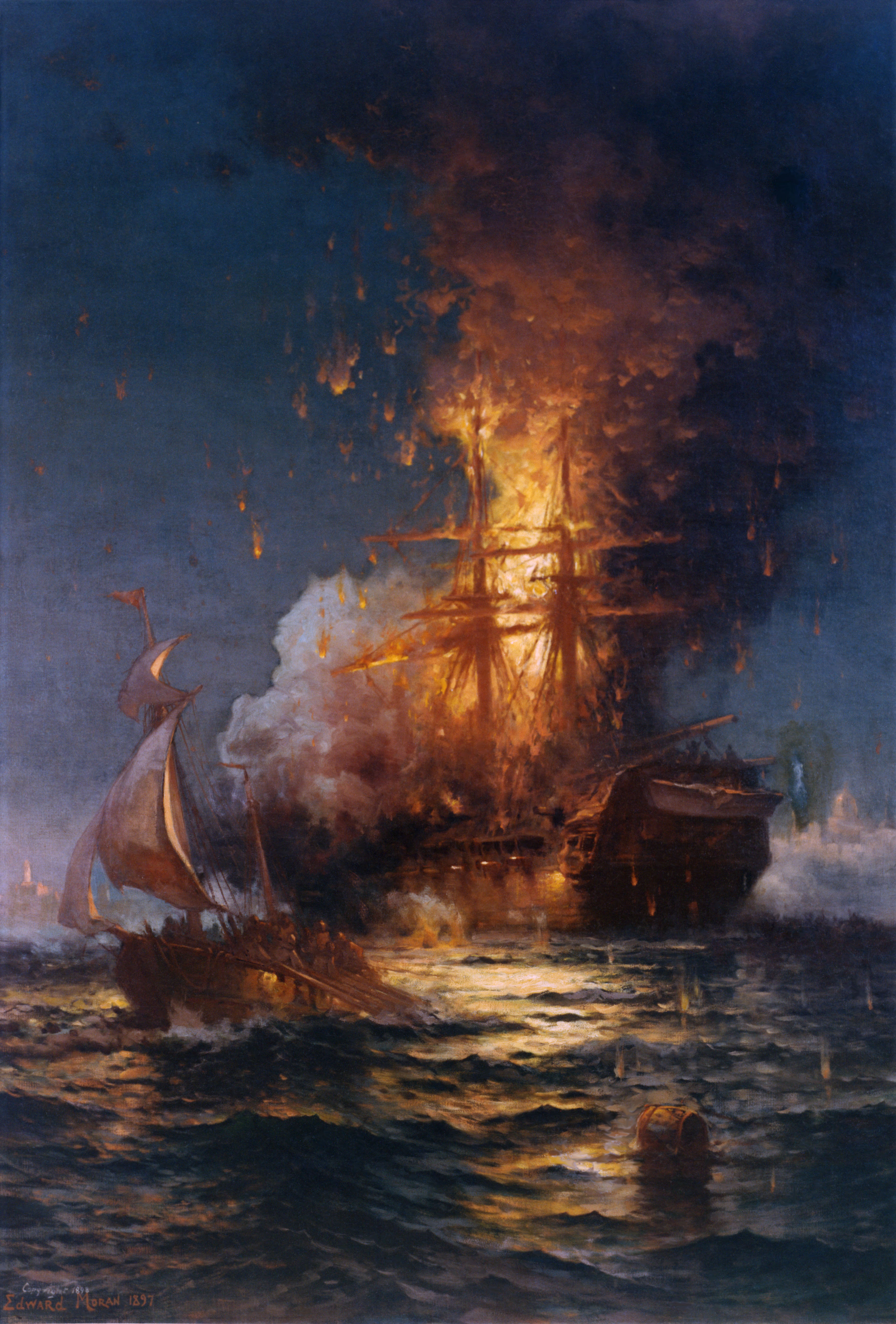
Le en feu dans le port de Tripoli.

Le 31 octobre, le Philadelphia de William Bainbridge s'échoua devant Tripoli alors qu'il poursuivait un navire tripolitain. L'équipage fut fait prisonnier et le Philadelphia fut renfloué et emmené dans le port,. Pour priver les Tripolitains de leur prise, Preble planifia de détruire le Philadelphia en utilisant le ketch Mastico qui avait été capturé et renommé Intrepid. Sous le commandement de Stephen Decatur, l'Intrepid entra dans le port de Tripoli le 16 février 1804 déguisé en navire de commerce. L'équipage de Decatur prit rapidement le contrôle du Philadelphia et l'incendia,.
S'étant replié à Syracuse en Sicile, Preble commença à planifier une attaque estivale contre Tripoli et se procura des canonnières qui pourraient davantage se rapprocher de Tripoli que la Constitution avec son important tirant d'eau. Au matin du 3 août, la Constitution, l'Argus, l'Enterprise, le Scourge, le Syren, six canonnières et deux bombardes commencèrent leur attaque. 22 canonnières tripolitaines les attaquèrent dans le port et durant le mois qui suivit, la Constitution et son escadre détruisirent ou neutralisèrent les canonnières et pilonnèrent les batteries côtières de Tripoli. Malgré les pertes, Karamanli restait ferme dans ses demandes de tributs,.
Dans une dernière tentative, Preble modifia l'Intrepid pour le transformer en « volcan flottant » en installant 91 t de poudre à canon à son bord. Il fut ensuite envoyé dans le port de Tripoli le soir du 3 septembre où il s'approcha des murs de la ville. Il fut repéré et les tirs des défenses côtières mirent le feu au navire qui explosa tuant les 13 marins volontaires pour la mission,.
La Constellation et le Président arrivèrent à Tripoli le 9 sous le commandement de Samuel Barron ; comme ce dernier avait un grade supérieur, Preble perdit le commandement de l'escadre. La Constitution fut envoyée à Malte le 11 septembre pour être réparée et lors de la traversée, elle captura deux navires grecs transportant du blé à destination de Tripoli. Le 12 septembre, une collision avec le Président endommagea sévèrement la proue, la poupe et la figure de proue représentant Hercule de la Constitution. La collision fut attribuée à un « acte de Dieu » sous la forme d'un brusque changement de vent,.

### Traité de paix
Le capitaine John Rodgers prit le commandement de la Constitution le 9 novembre alors qu'elle subissait des réparations et se ravitaillait à Malte. Le navire reprit le blocus de Tripoli le 5 avril 1805 et captura un chebec tripolitain et les deux prises qu'il remorquait. Dans le même temps, le commodore Barron offrit un soutien d'artillerie contre Derna tandis qu'un détachement de marines menés par Presley O'Bannon fut rassemblé pour attaquer la ville par terre. La ville fut prise le 27 avril. Un accord avec Tripoli fut signé à bord de la Constitution le 3 juin et elle embarqua l'équipage du Philadelphia avant de rentrer à Syracuse. Détachée à Tunis, la Constitution y arriva le 30 juillet et le 1er août, 17 autres navires américains s'étaient rassemblés dans son port : le Congress, la Constellation, l'Enterprise, l'Essex, le Franklin, le Hornet, le John Adams, le Nautilus, le Syren et huit canonnières. Les négociations se prolongèrent sur plusieurs jours jusqu'à ce qu'un blocus du port débouchât sur un accord de paix final le 14 août,.
Rodgers resta au commandement de l'escadre et il renvoya les navires de guerre aux États-Unis lorsque ces derniers ne furent plus utiles. Finalement, il ne restait plus que la Constitution, l'Enterprise et le Hornet. Ils menèrent des patrouilles de routine et observèrent les opérations des marines française et britannique qui s'opposaient dans le cadre des guerres napoléoniennes. Rodgers céda le commandement de l'escadre et de la Constitution au capitaine Hugh G. Campbell le 29 mai 1806.
James Barron et le Chesapeake quittèrent Norfolk le 15 mai 1807 pour remplacer la Constitution en tant que navire amiral de l'escadre de Méditerranée mais ils furent attaqués par le HMS Leopard qui recherchait des déserteurs de la Royal Navy. Le navire américain fut sévèrement endommagé et le remplacement de la Constitution fut donc retardé. La Constitution poursuivit ses patrouilles, ignorant les problèmes de son remplaçant et elle arriva à Livourne à la fin du mois du juin où elle embarqua le monument de Tripoli fabriqué avec du marbre de Carrare pour honorer la victoire américaine et le ramener aux États-Unis. Lorsqu'il arriva à Malaga, Campbell apprit le destin du Chesapeake et il prépara la Constitution et le Hornet pour une possible guerre contre la Grande-Bretagne. Comprenant que son service pourrait se prolonger, l'équipage se mutina et refusa de prendre la mer à moins que sa destination ne soit les États-Unis. Campbell et ses officiers menacèrent de faire tirer un canon plein de mitraille sur les marins s'ils ne coopéraient pas ce qui mit fin à la rébellion. Après avoir reçu l'ordre de rentrer le 8 août, Campbell et l'escadre prirent la mer pour Boston le 8 septembre et ils arrivèrent à destination le 14 octobre. La Constitution avait été en opération durant plus de quatre années,.

## Guerre de 1812

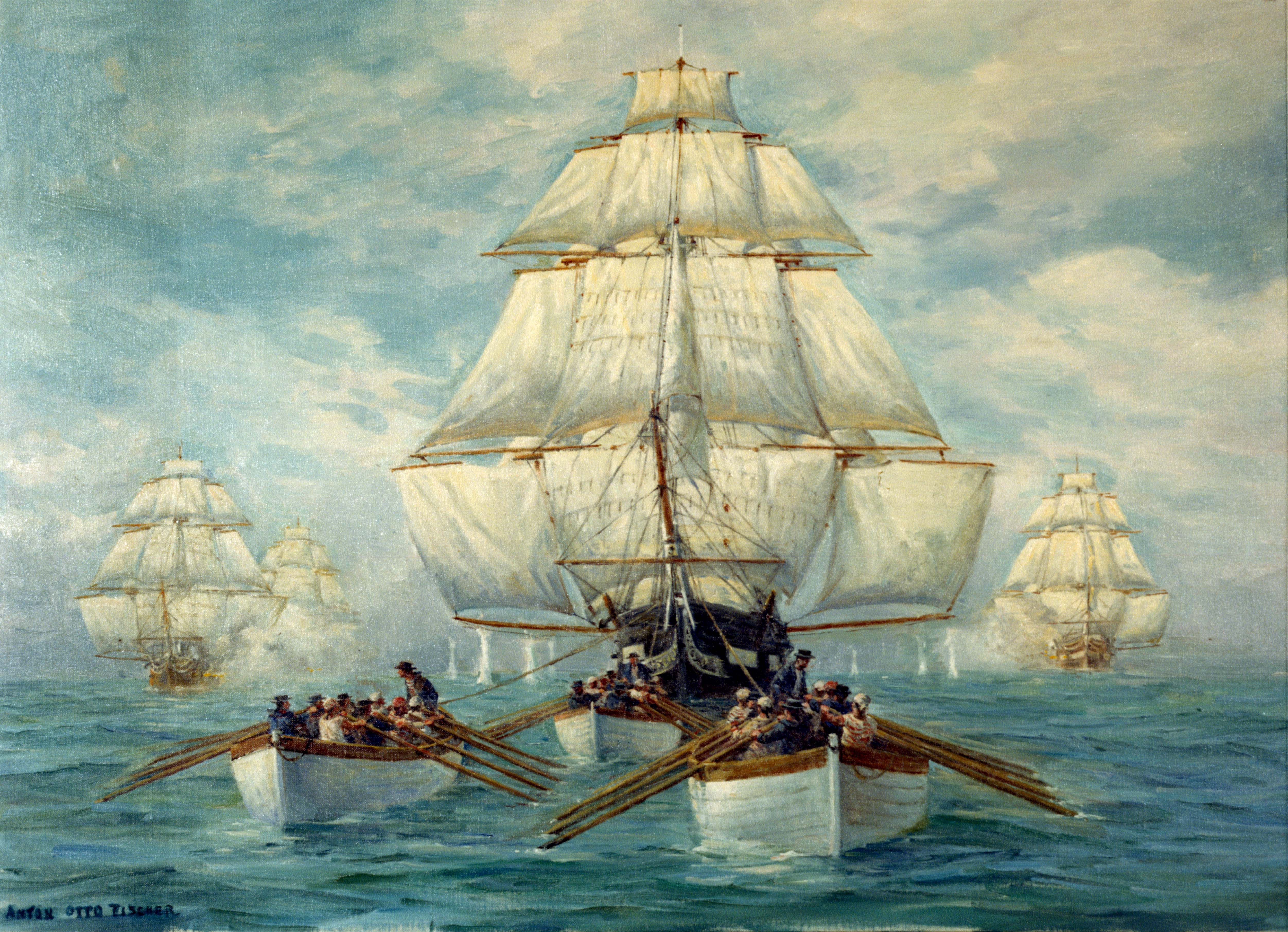
La Constitution durant la poursuite.

En décembre, le capitaine John Rodgers prit le commandement de la Constitution qui subit une profonde reconstruction. Les travaux coutèrent 100 000 $ (environ 56,6 millions de dollars de 2012) mais sans que l'on ne sache pourquoi Rodgers ne nettoya pas le revêtement de cuivre du navire. Au cours des deux années qui suivirent, elle mena des missions d'entraînement et de manœuvres de routine. Lorsque le nouveau capitaine Isaac Hull prit ses fonctions en juin 1810, il ordonna immédiatement le nettoyage de la coque et « dix charrettes » de barnacles et d'algues furent retirées.
Hull quitta Boston le 5 juillet 1811 en direction de la France pour y emmener le nouvel ambassadeur américain Joel Barlow et sa famille. Durant son passage à Cherbourg, le navire fut examiné par des ingénieurs français qui rapportèrent ses caractéristiques au préfet maritime Denis Decrès et la comparèrent à la frégate française Forte de 42 canons. Decrès ordonna la reprise de la construction des frégates de ce type, mais du fait de la chute de l'Empire, elles ne furent jamais mises en chantier. La Constitution passa l'hiver près des côtes françaises et hollandaises et Hull organisa continuellement des entraînements pour que l'équipage soit prêt à une possible guerre contre le Royaume-Uni. Après l'affaire de la Little Belt en mai, les relations entre les États-Unis et la Grande-Bretagne étaient très tendues et la Constitution était surveillée par des frégates britanniques alors qu'elle attendait les dépêches de Barlow pour les ramener aux États-Unis ; elle y arriva le 18 février 1812,.
La guerre éclata le 18 juin et Hull prit la mer le 12 juillet pour rejoindre les cinq navires d'une escadre commandée par Rodgers à bord du President. Le 17 juillet Hull repéra cinq navires au large de Egg Harbor dans le New Jersey et pensa qu'ils composaient l'escadre de Rodgers. Le lendemain matin, les vigies indiquèrent qu'il s'agissait d'une escadre britannique composée des HMS Aeolus, Africa, Belvidera, Guerriere et Shannon venant de Halifax au Canada. Ils avaient repéré la Constitution et s'étaient lancés à sa poursuite,.
Se trouvant encalminé, Hull suivit les conseils de Charles Morris et il ordonna à l'équipage de descendre les chaloupes pour remorquer le navire, d'utiliser une ancre de halage pour tirer le navire et de mouiller les voiles pour exploiter la moindre brise. Les navires britanniques firent rapidement de même et parvinrent à ne pas se faire distancer. Durant la poursuite de 57 heures dans la chaleur du mois de juillet, l'équipage de la Constitution pompa par-dessus bord près de 8 300 l d'eau douce. Il y eut des échanges de tir mais aucun boulet ne trouva sa cible. Le 19 juillet la Constitution parvint à distancer les Britanniques et ces derniers abandonnèrent la poursuite,.
Elle arriva à Boston le 27 juillet et elle y resta uniquement le temps de se réapprovisionner ; pour éviter d'être bloqué dans le port, Hull décida de quitter Boston même s'il n'avait reçu aucun ordre. Se dirigeant vers le nord-est en direction des routes maritimes britanniques près de Halifax et dans le golfe du Saint-Laurent, la Constitution captura trois navires de commerce britanniques et Hull décida de les incendier plutôt que de prendre le risque de les ramener dans un port américain. Le 16 juillet, Hull fut informé de la présence d'une frégate britannique à 190 km au sud et il se mit à sa poursuite,.

### LaConstitutioncontre laGuerriere

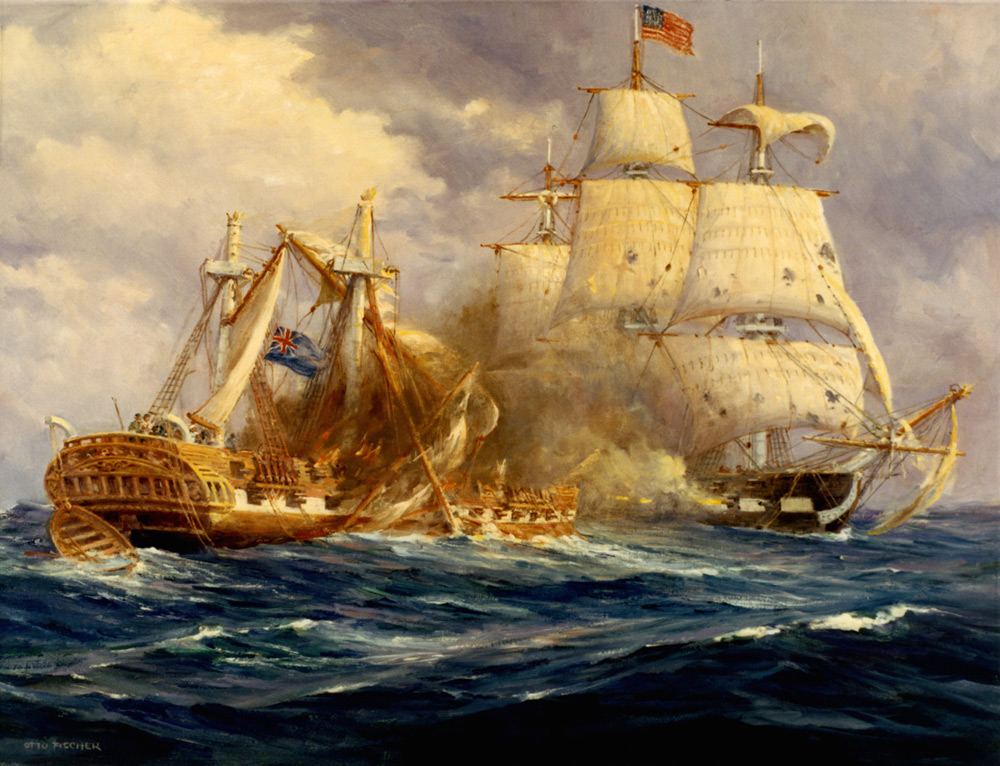
Affrontement de la Constitution et de la Guerriere.

Une frégate repérée le 19 août se révéla être la HMS Guerriere avec les mots Not The Little Belt (« Pas la Little Belt ») peints sur le petit hunier avant,. La Guerriere ouvrit le feu lorsque la Constitution arriva à portée mais sans causer beaucoup de dégâts. Après quelques échanges de tirs, le capitaine Hull manœuvra habilement et amena la Constitution à moins de 30 m de la Guerriere. Il ordonna alors une bordée complète avec de la mitraille et des boulets qui arrachèrent le mât d'artimon du navire britannique,. Avec son mât d'artimon traînant dans l'eau, la manœuvrabilité de la Guerriere diminua et elle percuta la Constitution ; son beaupré s'emmêla dans les gréements du mât d'artimon de la Constitution. Les tirs britanniques mirent le feu à la cabine de Hull mais l'incendie fut rapidement éteint. Comme aucun des navires ne parvenait à se détacher, les deux capitaines se préparèrent à lancer l'abordage mais la houle empêcha toute opération.

La Constitution capture et incendie la Guerriere en août 1812.

À un moment, les deux navires parvinrent à se libérer mais la force du retrait du beaupré envoya des ondes de choc dans tout le gréement de la Guerriere. Son mât de misaine s'effondra et cela fit tomber le grand mât peu de temps après. Comme la Guerriere n'était plus qu'une coque démâtée et incontrôlable avec près d'un tiers de son équipage blessé ou mort alors que la Constitution était presque intacte, les Britanniques se rendirent.
En exploitant sa bordée plus importante et les capacités de son navire, Hull était parvenu à surprendre les Britanniques. Pour ajouter à leur stupéfaction, de nombreux boulets britanniques rebondirent simplement sur la coque de la Constitution. Un marin américain se serait exclamé « Hourrah, ses flancs sont en fer ! » et la Constitution acquit son surnom de Old Ironsides (« Vieux flancs de fer »).
La Guerriere était tellement endommagée qu'il n'y avait aucun intérêt à la remorquer jusqu'au port. Le lendemain matin, après avoir embarqué les prisonniers britanniques, Hull fit incendier la Guerriere. À leur arrivée à Boston le 30 août, Hull et son équipage découvrirent que la nouvelle de la victoire les avait précédés et ils furent accueillis en héros.

### LaConstitutioncontre laJava

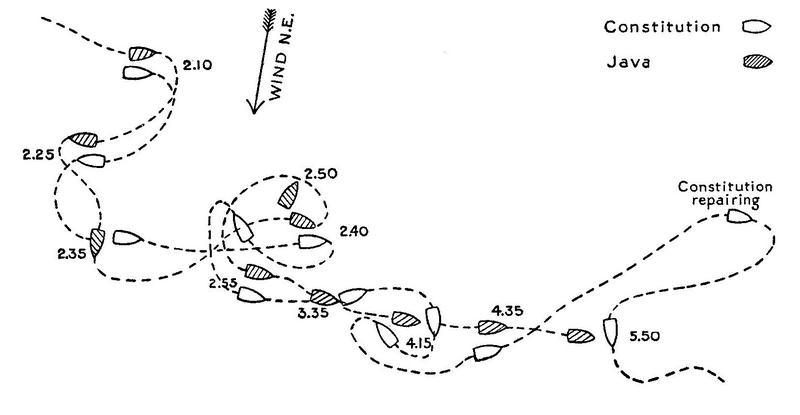
Diagramme de la bataille.

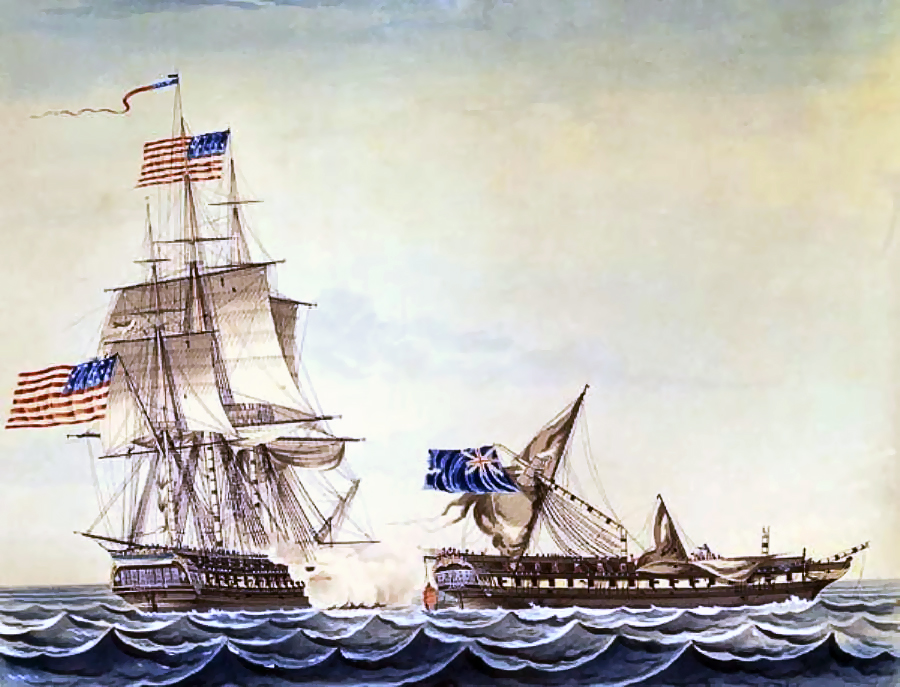
L'USS Constitution tirant sur le

Le 8 septembre, William Bainbridge, supérieur de Hull, prit le commandement du Old Ironsides et la prépara pour une mission contre les voies maritimes britanniques près du Brésil. La Constitution prit la mer le 27 octobre avec le brick Hornet. Les deux navires arrivèrent au large de São Salvador le 13 décembre et repérèrent le HMS Bonne Citoyenne dans le port. La Bonne Citoyenne transportait près de 1 600 000 $ (environ 27,4 millions de dollars de 2012) à destination de l'Angleterre mais son capitaine refusa de quitter le port de peur de perdre son chargement. Pendant que le Hornet attendait le départ de la Bonne Citoyenne, la Constitution prit le large en quête de navires à intercepter. Le 29 décembre, elle rencontra le HMS Java, une frégate de la même classe que la Guerriere, commandé par le capitaine Henry Lambert. De conception française, la Java était plus légère et donc plus manœuvrable que la Constitution et cette différence fut accentuée lorsqu'un boulet britannique détruisit la barre du navire américain et Bainbridge, blessé à deux reprises lors de l'engagement, ordonna à l'équipage de barrer en manipulant manuellement le timon. Comme lors de l'affrontement avec la Guerriere, le beaupré de la Java s'emmêla dans le gréement de la Constitution et cela permit à Bainbridge de ravager la frégate britannique avec sa bordée bien supérieure. Le mât de misaine de la Java s'effondra et sa hune s'écrasa deux ponts plus bas.

Le en feu après sa défaite face à l'USS Constitution

Après s'être éloigné pour mener des réparations d'urgence, Bainbridge se rapprocha de la Java une heure plus tard. Comme pour la Guerriere, le navire britannique était complètement démâté, incontrôlable et une grande partie de son équipage avait été mis hors de combat. La Java se rendit mais elle était trop endommagée pour justifier son remorquage. Bainbridge ordonna sa destruction mais il fit récupérer sa barre pour l'installer sur la Constitution. À son retour à São Salvador le 1er janvier 1813, la Constitution rejoignit le Hornet et les deux navires britanniques que ce dernier avait capturé et elle débarqua les prisonniers du Java. Comme elle était endommagée et se trouvait loin de tout port ami, Bainbridge mit le cap sur Boston le 5 janvier en laissant le Hornet en arrière dans l'espoir qu'il parviendrait à intercepter la Bonne Citoyenne lorsque celle-ci quitterait le port. Néanmoins, l'arrivée sur place du 3e rang HMS Montagu le 24 janvier obligea le navire américain à lever le blocus. Après la victoire de la Constitution sur la Java, l'Amirauté britannique interdit à ses frégates d'engager en solitaire les frégates américaines plus lourdes ; seuls les navires de lignes ou les escadres avaient le droit d'approcher ces navires pour les attaquer,. La Constitution arriva à Boston le 15 février et les festivités furent encore plus importantes que celles qu'avait reçues Hull quelques mois auparavant.

### Marblehead
Bainbridge jugea que la Constitution avait besoin d'une profonde refonte et d'un remplacement du pont supérieur, des voiles, des mâts, des gréements et de son revêtement de cuivre. Cependant, les ressources et les hommes étaient détournés vers le front canadien et les pénuries empêchèrent la Constitution et ses sister-ships Chesapeake, Congress et Président de prendre la mer durant la plus grande partie de l'année 1813. Charles Stewart prit le commandement du navire le 18 juillet et mit tout en œuvre pour terminer la reconstruction et former un nouvel équipage. Elle prit finalement la mer le 31 décembre et mit le cap vers les Caraïbes pour harceler le commerce britannique. À la fin du mois de mars, elle avait capturé cinq navires marchands et la goélette HMS Pictou de 14 canons. Elle poursuivit également les HMS Columbine et Pique mais les deux navires s'échappèrent après avoir réalisé qu'il s'agissait d'une frégate américaine.
Au large des Bermudes, on découvrit le 27 mars que le mât principal était fendu et nécessitait des réparations immédiates. Stewart mit le cap sur Boston où elle fut prise en chasse par les frégates HMS Junon et Tenedos. Stewart ordonna à l'équipage de jeter la nourriture et l'eau douce par-dessus bord pour alléger le navire et augmenter sa vitesse en espérant que le mât principal tienne jusqu'à Marblehead au Massachusetts. À son arrivée dans le port, les habitants de Marblehead rassemblèrent tous les canons qu'ils avaient à Fort Sewall et les Britanniques abandonnèrent la poursuite. Deux semaines plus tard, la Constitution rallia Boston et y resta jusqu'à la mi-décembre du fait du blocus britannique.

### HMSCyaneet HMSLevant

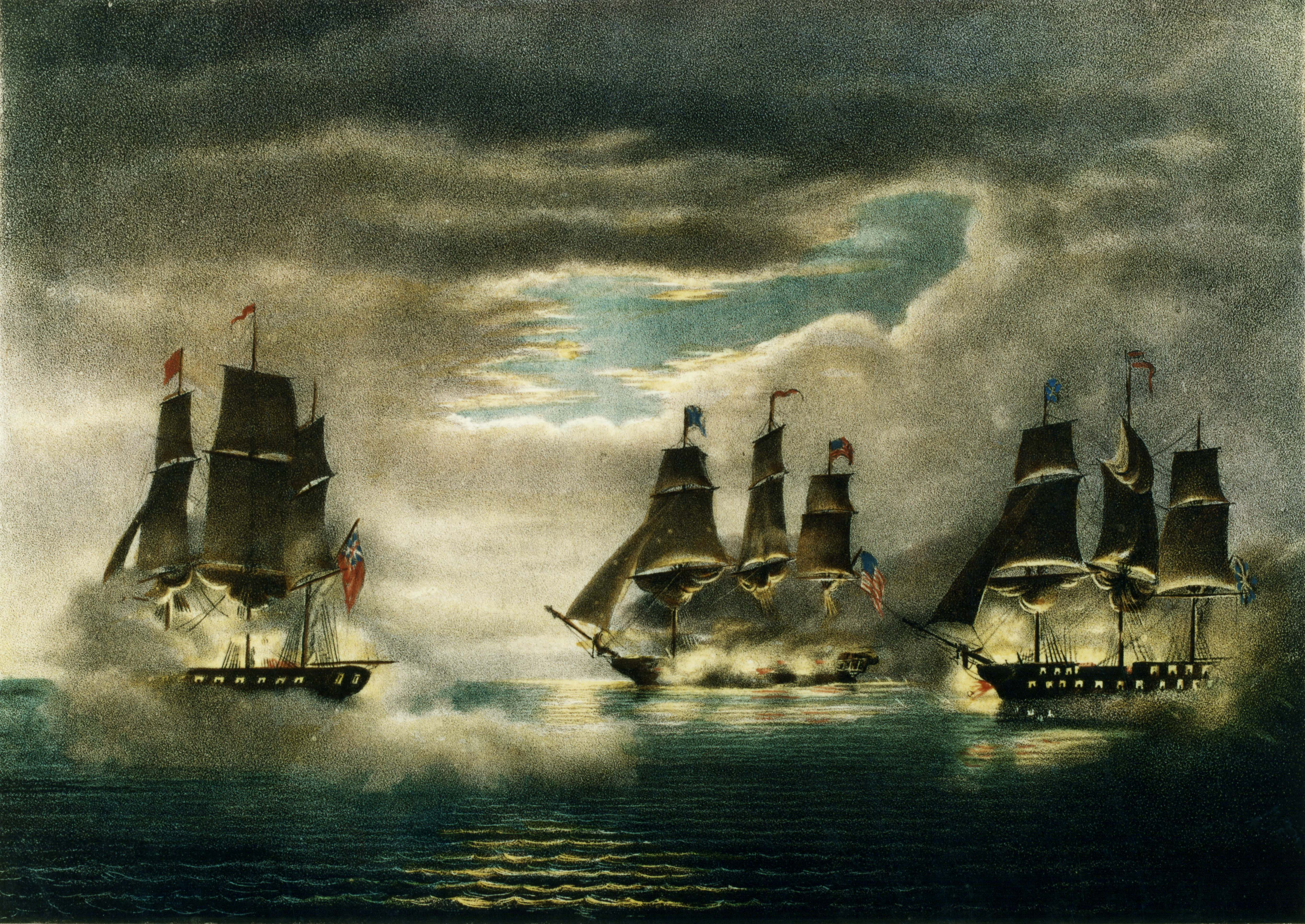
Capture des et par l'USS Constitution.

Le 15 mars 1814 le capitaine George Collier de la Royal Navy reçut le commandement du HMS Leander de 50 canons et fut envoyé en Amérique du Nord pour affronter les frégates américaines qui attaquaient les navires marchands britanniques. Dans le même temps, Charles Stewart vit une occasion de forcer le blocus de Boston et il s'échappa dans l'après-midi du 18 décembre avant de mettre le cap vers les Bermudes. Collier rassembla une escadre composée du Leander, du Newcastle et de l'Acasta et se lança à sa poursuite sans pouvoir la rattraper.
Le 24 décembre, la Constitution intercepta le navire marchand Lord Nelson et y installa un équipage de prise. Le ravitaillement du Lord Nelson permit d'offrir un repas de Noël à l'équipage de la Constitution qui avait quitté Boston sans être complètement ravitaillée. Au large du cap Finisterre le 8 février 1815, Stewart apprit la signature du traité de Gand mais il jugea que l'état de guerre continuait jusqu'à sa ratification. Le 16 février, elle captura le navire de commerce Susanna et son chargement de peaux d'une valeur de 75 000 $ (environ 1,2 million de dollars de 2012). Le 20 février, elle se lança à la poursuite de deux 6e rangs, les HMS Cyane et Levant.
Le Cyane et le Levant tirèrent plusieurs bordées contre la Constitution mais Stewart fut plus habile. Le Levant fut obligé de se retirer pour être réparé et la Constitution se concentra sur le Cyane qui abaissa rapidement ses couleurs. Le Levant revint pour engager le navire américain mais après la reddition du Cyane, il essaya de s'échapper. La Constitution le rattrapa et après plusieurs échanges de tirs, le navire britannique se rendit également. Stewart resta avec ses nouvelles prises durant la nuit et ordonna leur réparation. La Constitution avait subi peu de dégâts durant l'engagement mais on découvrit par la suite douze boulets de 15 kg encastrés dans sa coque, aucun ne l'ayant traversé. Le trio se dirigea vers le Cap-Vert où il arriva le 10 mars à Praia.
Le lendemain, l'escadre de Collier fut repérée se dirigeant sur le port et Stewart ordonna à ses navires de prendre immédiatement la mer. Jusqu'à présent Stewart ignorait qu'il était poursuivi par les navires britanniques. Le Cyane parvint à éviter l'escadre et à mettre le cap vers les États-Unis où il arriva le 10 avril mais le Levant fut rattrapé et repris. Pendant que l'escadre de Collier était occupée par le Levant, la Constitution tenta de s'échapper.
La Constitution se dirigea vers la Guinée puis vers l'ouest en direction du Brésil car Stewart avait appris lors de l'arraisonnement du Susanna que le HMS Inconstant transportait un chargement d'or en Angleterre. La Constitution arriva à Maranhão le 2 avril pour débarquer les prisonniers britanniques et renouveler son stock d'eau douce. Alors qu'il se trouvait sur place, Stewart apprit par la rumeur que le traité de Gand mettant fin à la guerre avait été ratifié et il mit le cap vers les États-Unis. La confirmation officielle lui arriva à San Juan à Porto Rico le 28 avril et le navire arriva à New York le 15 mai au milieu des festivités. La Constitution n'avait pas été vaincue de la guerre à la différence de ses sister-ships Chesapeake et Président qui furent capturés respectivement en 1813 et 1815,. La Constitution fut envoyée à Boston où elle fut placée dans la flotte de réserve en janvier 1816 et ne participa pas aux combats de la seconde guerre barbaresque.

### Escadre de Méditerranée
En avril 1820, Isaac Hull, commandant du Charlestown Navy Yard, dirigea une reconstruction de la Constitution pour la préparer à ses missions avec l'escadre de Méditerranée. Les poutres diagonales de Joshua Humphreys furent retirées pour permettre l'installation de deux réservoirs d'eau douce et les planches situées sous la ligne de flottaison ainsi que le revêtement de cuivre furent remplacés. Sous la supervision du secrétaire à la Marine Smith Thompson, elle fit l'objet d'une expérience et des roues à aubes furent installées sur sa coque. En cas d'encalminage, les roues actionnées par l'équipage avec un cabestan devaient lui permettre d'atteindre 5,6 km/h. Les premiers essais furent concluants mais Hull et le nouveau commandant du navire, Jacob Jones, n'étaient apparemment pas convaincus ; Jones fit retirer les roues et les entreposa dans un hangar avant de prendre la mer le 13 mai 1821 pour une rotation de trois ans en Méditerranée.
La Constitution naviguait avec les plus petits Ontario et Nonsuch et la mission fut peu mouvementée jusqu'à ce que le comportement des équipages ne donne à Jones la réputation d'un commandant laxiste sur la discipline. Las de recevoir des plaintes concernant le mauvais comportement des marins lors des escales, l'US Navy ordonna à Jones de rentrer et la Constitution arriva à Boston le 31 mai 1824 ; Jones fut immédiatement relevé de son commandement. Thomas Macdonough le remplaça et il prit la mer le 29 octobre en direction de la Méditerranée sous la direction de John Rodgers à bord du North Carolina. Une fois la discipline restaurée, la Constitution reprit sa mission monotone. Macdonough démissionna pour des raisons de santé le 9 octobre 1825 et le navire subit des réparations en décembre et janvier 1826 jusqu'à ce que Daniel Patterson n'en devienne le capitaine le 21 février. Du fait de la détérioration de son pont supérieur, la Constitution resta à Port Mahon où des réparations provisoires furent réalisées d'août 1826 jusqu'en mars 1827. Elle retourna à Boston le 4 juillet 1828 et fut placée dans la flotte de réserve,.

## Old Ironsides
La Constitution était à présent âgée de 31 ans à une époque où la durée de service des navires en bois était de dix à quinze ans. Le secrétaire à la Marine John Branch demanda le lancement d'une enquête de routine sur les navires de la flotte de réserve. Le commandant du Charlestown Navy Yard, Charles Morris, estima que les réparations sur la Constitution couteraient plus de 157 000 $ (environ 89 millions de dollars de 2012). Le 14 septembre 1830, un article du journal Advertiser de Boston avança à tort que l'US Navy avait l'intention de démolir le navire. Deux jours plus tard, le poème Old Ironsides d'Oliver Wendell Holmes fut publié dans le même journal puis dans tout le pays et souleva l'indignation du public qui chercha à sauver la Constitution de la démolition. Le secrétaire Branch approuva le financement de la restauration et quelques réparations furent effectuées en attendant l'achèvement de la cale sèche du chantier naval. Par contraste avec les efforts déployés pour sauver la Constitution, une enquête en 1834 indiqua que son sister-ship Congress avait également besoin de lourdes réparations mais il fut démoli sans cérémonie en 1835,.
Le 24 juin 1833, la Constitution entra dans la cale sèche en présence de nombreux spectateurs dont le vice-président Martin Van Buren, Levi Woodbury, Lewis Cass et Levi Lincoln. Le capitaine Jesse Elliott, le nouveau commandant du chantier naval supervisa les réparations qui durèrent jusqu'au 21 juin 1834. Lors des opérations, de nombreux souvenirs furent réalisés avec les anciennes planches du navire ; Isaac Hull fit réaliser des canes, des cadres et même un phaéton qui fut présenté au président Andrew Jackson. Elliot dirigea également l'installation d'une nouvelle figure de proue représentant le président Jackson et cette décision fut très critiquée du fait de l'impopularité de Jackson à Boston. Elliot reçut des menaces de mort et les rumeurs annonçaient que les habitants de Boston allaient attaquer le chantier naval pour retirer eux-mêmes la figure de proue,.
Un capitaine marchand appelé Samuel Dewey fit le pari qu'il pourrait retirer la figure de proue. Elliot posta des gardes sur la Constitution mais Dewey traversa la rivière Charles sur un petit navire et profita du bruit d'un orage pour scier la tête de Jackson. La tête coupée circula dans les tavernes et les salons de Boston jusqu'à ce que Dewey ne la rende au secrétaire à la Marine Mahlon Dickerson ; elle resta sur la bibliothèque de Dickerson durant plusieurs années,. L'ajout des bustes représentant Isaac Hull, William Bainbridge et Charles Stewart échappa à la controverse et ils restèrent en place durant quarante années.

### Escadres de Méditerranée et du Pacifique
Elliot fut nommé capitaine de la Constitution et lors de son passage à New York en mars 1835, il demanda la réparation de la figure de proue de Jackson sans déclencher de controverse. Le 16 mars, la Constitution mit le cap sur la France pour y déposer l'ambassadeur Edward Livingston. Elle arriva le 10 avril et repartit vers les États-Unis le 16 mai en manquant de percuter des récifs près des Sorlingues du fait d'une erreur de navigation de l'officier de pont. Elle arriva à Boston le 23 juin avant de repartir le 19 août pour devenir le navire amiral de l'escadre de Méditerranée et elle arriva à Port Mahon le 19 septembre. Durant les deux années de sa rotation, elle et l'United States réalisèrent des patrouilles de routine et des visites diplomatiques. D'avril 1837 à février 1838, Elliot rassembla divers objets anciens pour les ramener aux États-Unis ainsi que plusieurs têtes de bétail. La Constitution arriva à Norfolk le 31 juillet et Elliot fut suspendu pour avoir transporté du bétail à bord d'un navire de l'US Navy,.
Elle devint ensuite le navire amiral de l'escadre du Pacifique sous le commandement du capitaine Daniel Turner et elle commença sa mission le 1er mars 1839 en patrouillant le long de la côte occidentale de l'Amérique du Sud. Réalisant souvent des escales de plusieurs mois, elle visita Valparaíso, Callao, Paita et Puna. Lors de son voyage de retour, elle passa par Rio de Janeiro où elle fut visitée par l'empereur Pierre II du Brésil le 29 août 1841. Au départ de Rio, elle percuta le ketch Queen Victoria sans subir de gros dégâts et elle rentra à Norfolk le 31 octobre. Le 22 juin 1842, elle intégra le Home Squadron sous le commandement de Foxhall Alexander Parker. Après plusieurs mois à quai, elle navigua durant trois semaines en décembre avant d'être remise en réserve.

### Autour du monde
À la fin de l'année 1843, elle fut ancrée à Norfolk pour servir de navire de réception. L'architecte naval Foster Rhodes calcula qu'il faudrait 70 000 $ (environ 34 millions de dollars de 2012) de réparations pour qu'elle puisse reprendre la mer. Le secrétaire à la Marine David Henshaw était face à un dilemme car il n'avait pas le budget pour de telles restaurations mais il ne pouvait pas laisser le navire préféré de la nation se détériorer. Il fit appel au capitaine John Percival qui réalisa sa propre étude et indiqua que les améliorations nécessaires pouvaient être réalisées pour 10 000 $ (environ 5 millions de dollars de 2012). Le 6 novembre, Henshaw demanda à Percival de commencer les réparations immédiatement tout en restant dans le budget prévu. Après plusieurs mois de travail, Percival rapporta que la Constitution était prête pour une « croisière de deux voire trois ans ».
La Constitution quitta le port le 29 mai avec le nouvel ambassadeur au Brésil Henry A. Wise et sa famille et arriva à Rio de Janeiro le 2 août. Elle resta au Brésil le temps de se ravitailler pour le voyage prévu et elle repartit le 8 septembre ; elle réalisa des escales à Madagascar, au Mozambique, à Zanzibar avant d'arriver à Sumatra le 1er janvier 1845. La dysenterie et les fièvres causèrent plusieurs décès au sein de l'équipage et Percival mit le cap sur Singapour où il arriva le 8 février. Le commodore Henry Ducie Chads du HMS Cambrian visita la Constitution et offrit une assistance médicale. Chads était l'un des lieutenants du HMS Java lorsque le navire s'était rendu à William Bainbridge trente-trois ans plus tôt.
La Constitution quitta Singapour et arriva à Tourane en Cochinchine (aujourd'hui Đà Nẵng au Viêt Nam) le 10 mai. Peu après, Percival apprit qu'un missionnaire français, Dominique Lefèbvre, était retenu prisonnier et avait été condamné à mort pour ses activités de prosélytisme. Percival et une escouade de Marines débarquèrent et rencontrèrent les mandarins locaux. Percival demanda la libération de Lefèbvre et prit trois bureaucrates en otage pour que ses demandes soient satisfaites. Comme il ne reçut aucune réponse, il ordonna la capture de trois jonques qui furent amenées à côté de la Constitution. Percival libéra ses otages après deux jours en signe de bonne volonté. Durant une tempête, les trois jonques s'échappèrent et remontèrent une rivière côtière avant d'être reprises par un détachement de Marines. Lorsque le ravitaillement en nourriture et en eau douce cessa, Percival céda à la demande de libération des jonques pour que ses navires continuent à être réapprovisionnés en espérant que Lefèbvre serait libéré. Réalisant que cela ne serait pas le cas, Percival ordonna à la Constitution de prendre la mer le 26 mai.
Le navire arriva à Canton en Chine le 20 juin et Percival réalisa plusieurs rencontres diplomatiques durant les six semaines de l'escale. L'équipage souffrit à nouveau de dysenterie et il y avait eu trois décès lorsque la Constitution arriva à Manille le 18 septembre. Elle y resta trois semaines pour se préparer à la traversée du Pacifique et elle prit la mer le 28 septembre avant d'arriver à Honolulu le 16 novembre. Sur place, elle y rencontra le commodore John Drake Sloat et son navire amiral, la Savannah ; Sloat informa Percival que la Constitution était demandée au Mexique car les États-Unis se préparaient à la guerre après l'annexion du Texas. Elle se ravitailla pour six mois et arriva à Mazatlán le 13 janvier 1846. Elle resta à l'ancre durant plus de trois mois avant d'être finalement autorisée à reprendre la mer le 22 avril. Elle contourna le cap Horn le 4 juillet et à son arrivée à Rio de Janeiro, elle apprit que la guerre américano-mexicaine avait éclaté le 13 mai peu après son départ de Mazatlán. Elle arriva à Boston le 27 septembre et fut placée en réserve le 5 octobre.

### Escadres de Méditerranée et d'Afrique

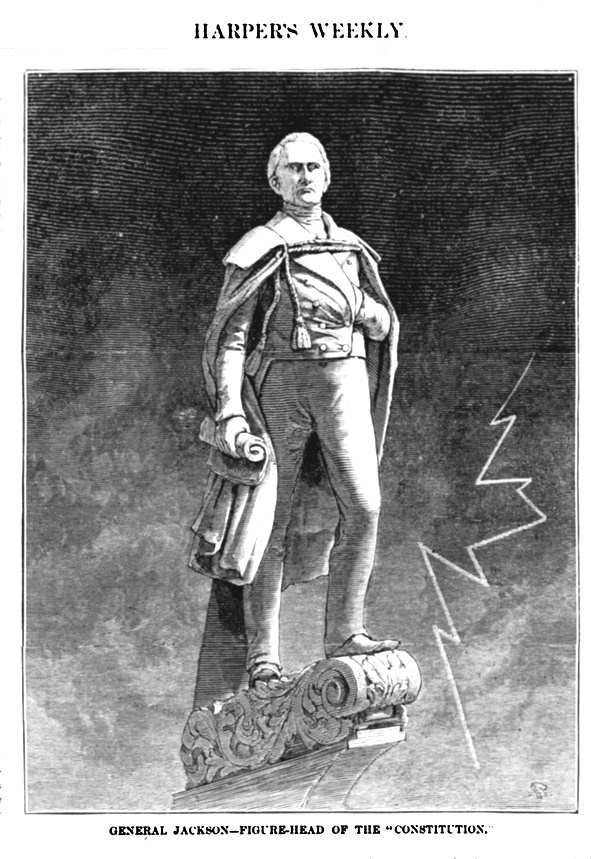
La nouvelle figure de proue d'Andrew Jackson représentée dans Harper's Weekly en 1875.

La Constitution subit des réparations en 1847 pour la préparer à sa mission avec l'escadre de Méditerranée. La figure de proue d'Andrew Jackson qui avait causé tant de controverses quinze ans plus tôt fut remplacée par une autre avec une pose plus napoléonienne. Le capitaine John Gwinn la commanda durant ce voyage et le navire prit la mer le 9 décembre 1848 et arriva à Tripoli le 19 janvier 1849. À Gaeta, elle accueillit le 1er août le roi Ferdinand II des Deux-Siciles et le pape Pie IX à son bord. C'était la première fois qu'un pape posait le pied sur le territoire américain ou son équivalent. Alors qu'il se trouvait à Palerme, Gwinn succomba le 1er mars à une gastrite chronique et fut inhumé le 9 septembre. Le capitaine Thomas Conover le remplaça le 18 et il reprit les patrouilles de routine jusqu'à la fin de sa mission. Alors qu'elle naviguait vers les États-Unis, la Constitution percuta violemment le brick anglais Confidence qui coula en emportant son capitaine. Les survivants furent recueillis et ramenés aux États-Unis où la Constitution fut placée en réserve au New York Navy Yard en janvier 1851.
Remise en service le 22 décembre sous le commandement de John Rudd, la Constitution mit le cap vers l'Afrique le 2 mars 1853 pour qu'Isaac Mayo puisse prendre ses fonctions de commandant de l'escadre d'Afrique. Menant une tournée diplomatique au Liberia, Mayo supervisa la signature d'un traité entre les tribus grebo et gbarbo et il dut faire tirer sur le village des Gbarbos pour qu'ils acceptent le traité. Il s'agit probablement de la dernière fois que la Constitution tira durant une mission de combat. Le 3 novembre au large de l'Angola, elle arraisonna le navire américain H. N. Gambrill impliqué dans le commerce des esclaves. Il s'agit de la dernière prise réalisée par la Constitution. Le reste du voyage se passa sans incidents et elle mit le cap sur les États-Unis le 31 mars 1855. Elle fut détournée vers Cuba et arriva à La Havane le 16 mai. Reprenant la mer le 24, elle arriva au Portsmouth Naval Shipyard le 14 juin où elle fut désarmée, ce qui mettait fin à sa dernière mission militaire. En juin 1853, son navire-jumeau Constellation fut démoli et des éléments furent réutilisés pour construire la nouvelle Constellation,.

### Guerre de Sécession
La dernière frégate en bois de l'US Navy, le Santee, fut lancée en 1855 et avec le nombre grandissant de navires à vapeur entrant en service dans les années 1850, de nombreux navires à voile furent reconvertis pour des missions d'entraînement. Depuis la création de l'académie navale d'Annapolis en 1845, il y avait un besoin important de logements pour accueillir les étudiants. En 1857, la Constitution fut emmenée dans la cale sèche du Portsmouth Naval Shipyard pour y être transformée en navire-école. Certaines des premières photographies du navire furent réalisées durant cette période au moment où des salles de classe furent construites dans le pont supérieur et le pont-batterie. Son armement fut réduit à 16 canons et elle reprit le service le 1er août 1860 avant d'être transférée de Portsmouth à l'académie navale,.

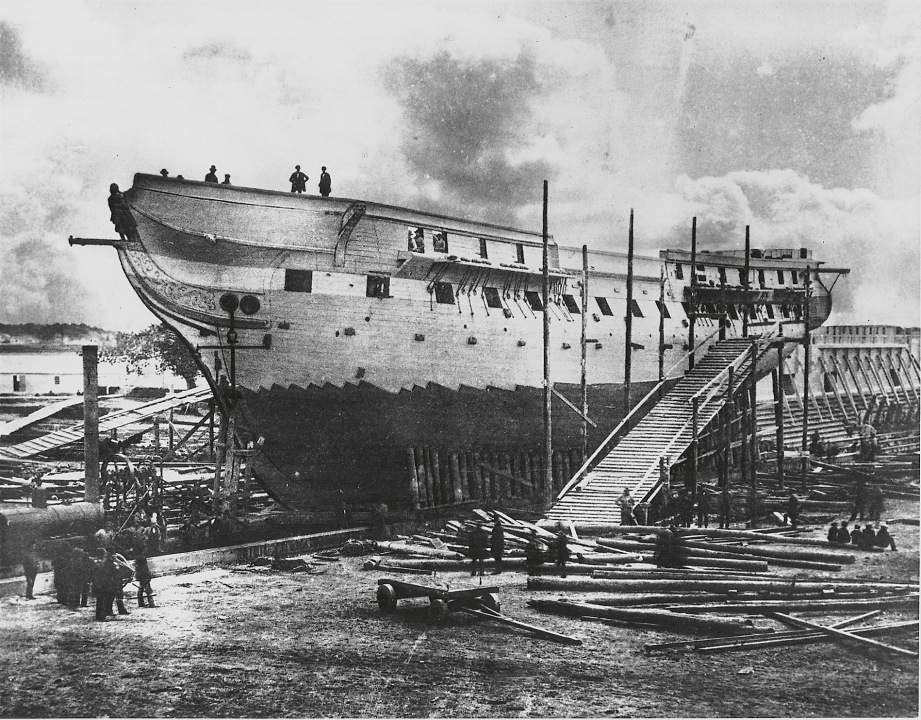
La plus ancienne photographie connue de la Constitution en cours de réparations en 1858.

Au déclenchement de la guerre de Sécession en avril 1861, la Constitution fut envoyée plus au nord car des menaces avaient été proférées par des sympathisants confédérés. Plusieurs compagnies de volontaires du Massachusetts furent déployées à son bord pour assurer sa protection. Le R. R. Cuyler la remorqua jusqu'à New York où elle arriva le 29 avril. Elle fut ensuite déplacée avec l'académie navale au Fort Adams de Newport à Rhode Island jusqu'à la fin des hostilités.
Durant la guerre, pour rendre hommage à la Constitution, l'US Navy nomma New Ironsides un cuirassé à coque en fer qui fut lancé le 10 mai 1862 et déployé dans le cadre du blocus de l'Union. La carrière du New Ironsides fut cependant de courte durée car il fut détruit par un incendie le 16 décembre 1865. En août 1865, la Constitution rentra à Annapolis avec le reste de l'académie navale. Durant la traversée, elle fut autorisée à larguer les câbles de remorquage et à naviguer sous voile. Malgré son âge, elle fut enregistrée à la vitesse de 9 nœuds (17 km/h) et elle arriva à Hampton Roads dix heures avant le remorqueur.
Lorsque son navire-jumeau, l'United States, fut démoli en 1865, la Constitution devint la dernière des six frégates originelles de l'United States Navy,. Lors de sa réinstallation à l'académie, des radiateurs et des conduites à vapeur furent installés pour amener de la chaleur depuis la côte, ainsi qu'un éclairage au gaz. Chaque année de juin à août, elle prenait la mer avec les aspirants pour leur croisière de formation estivale et passait le reste de l'année à l'ancre où elle servait de salle de cours. En novembre 1867, George Dewey devint son capitaine jusqu'en 1870. En 1871, son état s'était tellement dégradé qu'elle cessa d'être un navire-école et fut remorquée au Philadelphia Navy Yard où elle fut mise en réserve le 26 septembre.

### Exposition universelle de Paris

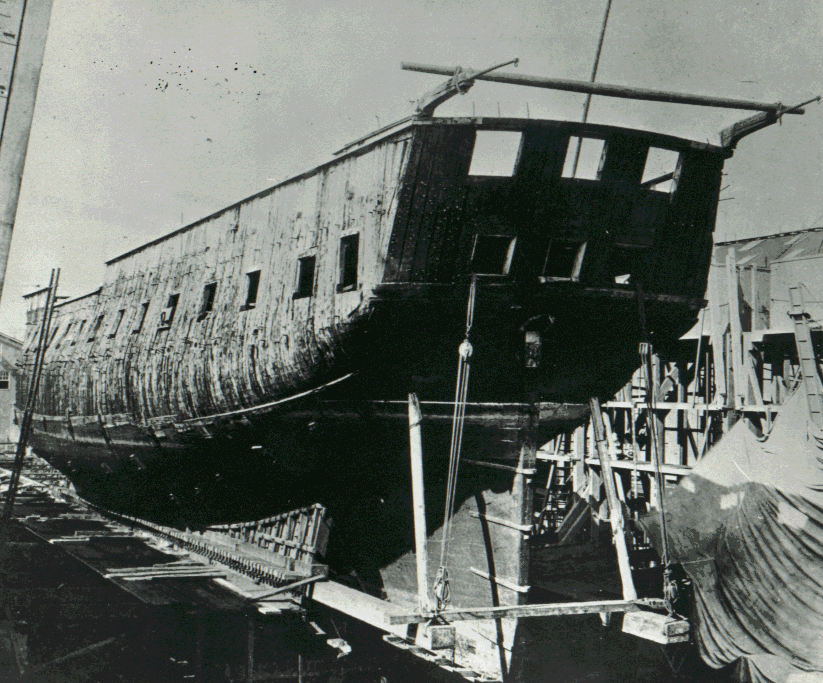
La Constitution dans le Philadelphia Navy Yard en 1874.

Au début de l'année 1873, il fut décidé de réparer la Constitution pour qu'elle puisse participer aux célébrations du centenaire de la signature de la Déclaration d'indépendance des États-Unis. Les travaux commencèrent doucement et furent interrompus par le transfert du Philadelphia Naval Shipyard sur League Island. À la fin de l'année 1875, l'US Navy lança un appel d'offres pour terminer les réparations et la Constitution fut transférée à Camden dans le chantier naval de Dialogue & Company en mai 1876. Une petite chaudière pour le chauffage et une soute à charbon furent installées et la figure de proue d'Andrew Jackson fut retirée et offerte au musée de l'académie navale où elle se trouve encore aujourd'hui. Les réparations se poursuivirent durant l'année 1876 et elle ne participa pas aux festivités du centenaire. Il fut décidé de l'utiliser comme navire-école pour les apprentis entrant dans la marine.
Oscar C. Badger prit le commandement le 9 janvier 1878 pour la préparer en prévision de l'exposition universelle de 1878 à Paris à laquelle elle devait livrer des œuvres d'art et des objets industriels. Trois wagons de chemin de fer furent attachés à son pont supérieur et tous ses canons furent retirés à l'exception de deux lorsqu'elle prit la mer le 4 mars. Alors qu'elle était amarrée au Havre, elle entra en collision avec le Ville-de-Paris ; la Constitution entra en cale sèche pour être réparée. Elle resta en France jusqu'à son départ le 16 janvier 1879 mais elle s'échoua le lendemain à la suite d'une erreur de navigation. Elle fut remorquée jusqu'au chantier naval de Portsmouth en Angleterre où les dégâts légers furent réparés.
Ses problèmes continuèrent lorsque son gouvernail fut endommagé durant une tempête, laissant le navire complètement incontrôlable. Comme le gouvernail frappait la coque, trois marins descendirent avec des cordes à la poupe pour le sécuriser. Ils installèrent ensuite un système de navigation temporaire et ils parvinrent à ramener le navire à Lisbonne le 18 février. Du fait de la lenteur des réparations dans le chantier naval, le voyage de retour ne se termina que le 24 mai et la Constitution reprit ses activités d'entraînement.
Durant les deux années qui suivirent, elle poursuivit ses croisières d'entraînement mais il devint rapidement clair que les réparations de 1876 avaient été de mauvaise qualité et elle fut jugée inapte pour le service en 1881. Comme les fonds pour une restauration manquaient, elle fut désarmée et envoyée au Portsmouth Navy Yard pour servir de navire de réception. Une structure d'habitation fut installée au-dessus de son pont supérieur et son état continua de se dégrader car les maintenances étaient réduites au minimum simplement pour la garder à flot,. En 1896, le représentant du Massachusetts, John Francis Fitzgerald, apprit l'état de délabrement du navire et il proposa au Congrès de financer des réparations pour qu'elle puisse rentrer à Boston. Elle fut remorquée jusqu'au Charlestown Navy Yard le 21 septembre 1897 et après les célébrations de son centenaire en octobre, son avenir était incertain,.

## Navire-musée

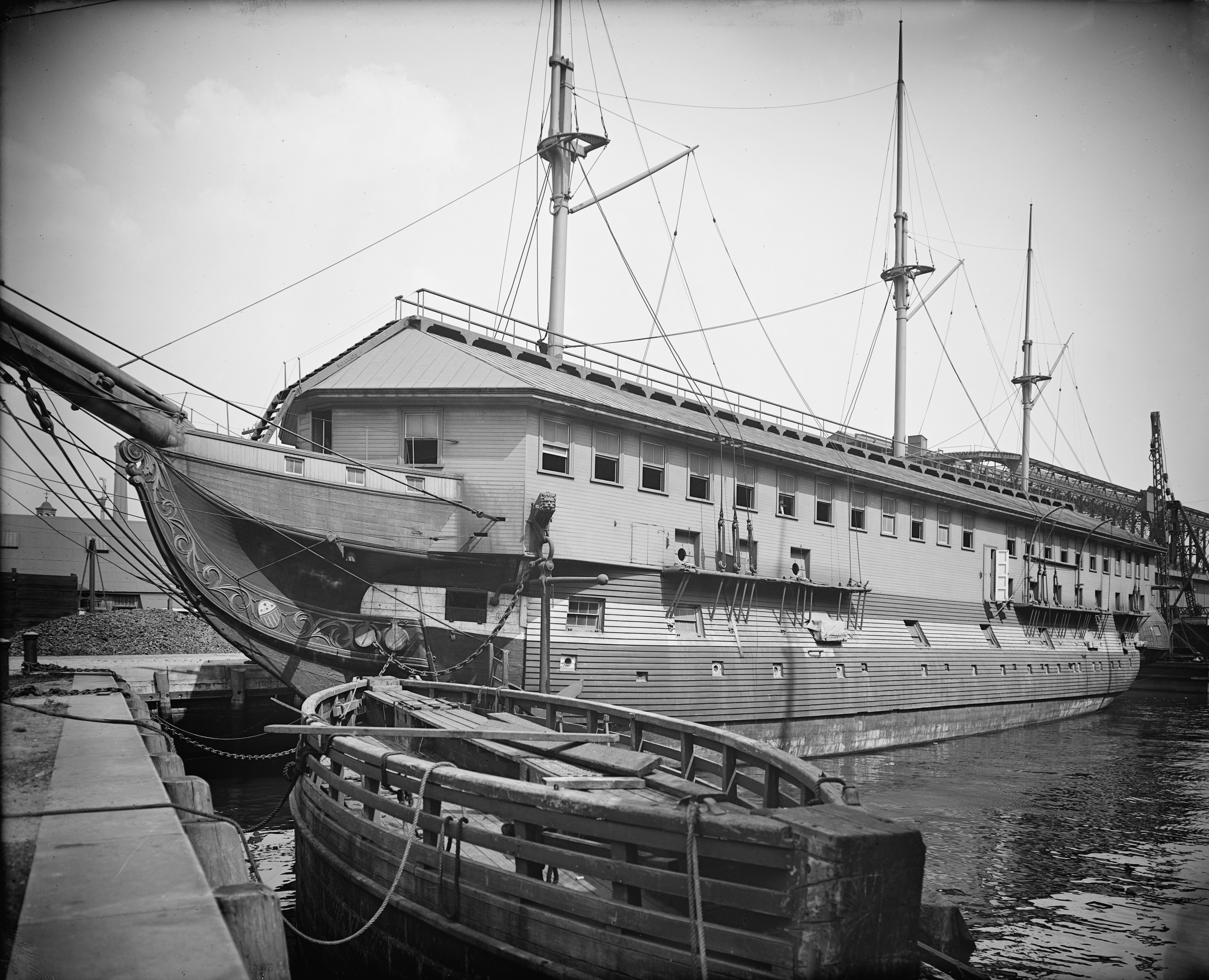
La Constitution reconvertie en caserne à Boston en 1905.

En 1900, le Congrès autorisa la restauration de la Constitution mais n'accorda aucun financement au projet. Les fonds devant être privés, la Massachusetts Society of the United Daughters of the War of 1812 fut à la pointe de la collecte mais celle-ci échoua. En 1903, le président de la Massachusetts Historical Society, Charles F. Adams, demanda sa réhabilitation et son retour dans la flotte active.
En 1905, le secrétaire à la Marine Charles Joseph Bonaparte-Patterson suggéra qu'elle pourrait être remorquée en mer pour servir de cible pour des exercices de tir, après quoi elle serait autorisée à couler. Ayant lu cela dans un journal de Boston, Moses H. Gulesian, un homme d'affaires de Worcester dans le Massachusetts, offrit d'acheter la Constitution pour 10 000 $, (environ 207 000 $ de 2012). Le département d'État refusa mais Gulesian initia une campagne publique qui commença à Boston et finit par se « répandre dans tout le pays ». La vague de colère poussa le Congrès à présenter un budget de 100 000 $ (environ 2 millions de dollars de 2012) pour sa restauration en 1906. Le bâtiment de la caserne fut la première structure à être retirée mais les fonds limités ne permirent qu'une restauration partielle. En 1907, elle commença à servir en tant que navire-musée avec des visites payantes pour le public. Elle fut renommée Old Constitution le 1er décembre 1917 afin de libérer le nom pour la classe de croiseurs de bataille Lexington. Initialement destiné au premier navire de la classe, le nom Constitution fut finalement attribué à la coque no 5. La classe fut cependant annulée en 1923 après la signature du traité naval de Washington. La coque inachevée fut vendue à la ferraille et l'Old Constitution reprit son ancien nom le 24 juillet 1925.

### Restauration de 1925 et tournée
Le chef des opérations navales, l'amiral Edward W. Eberle, ordonna au Board of Inspection and Survey d'organiser une inspection le 19 février 1924 qui révéla son état lamentable. L'eau devait être pompée en permanence juste pour la garder à flot et sa poupe risquait de s'effondrer. Une grande partie des structures était pourrie et elle était considérée comme au bord de la ruine. Le comité recommanda qu'elle soit complètement réparée pour la préserver aussi longtemps que possible. Le coût de la restauration fut estimé à 400 000 $ (environ 21,4 millions de dollars de 2012). Le secrétaire à la Marine Curtis D. Wilbur proposa au Congrès que les fonds soient levés de manière privée et il fut autorisé à former le comité chargé de sa restauration,.
Les premières initiatives furent soutenues par l'Elks Lodge et des programmes de présentation sur l'Old Ironsides encouragèrent les élèves à donner de l'argent pour financer les réparations et permirent de lever 148 000 $. Dans le même temps, le coût estimé des réparations commença à augmenter avant d'atteindre 745 000 $ (environ 40 millions de dollars de 2012). Le film muet Old Ironsides de décembre 1926 représentant la Constitution durant la guerre de Tripoli permit d'augmenter l'intérêt du public pour la restauration du navire. Des souvenirs comme des cendriers, des serre-livres et des cadres photographiques furent également réalisés à partir des pièces de bois et de métal retirées du navire. Le comité leva finalement 600 000 $ mais comme cela n'était pas suffisant, le Congrès accorda 300 000 $ pour achever la restauration. Le coût final des réparations fut de 946 000 $ (environ 50 millions de dollars de 2012).

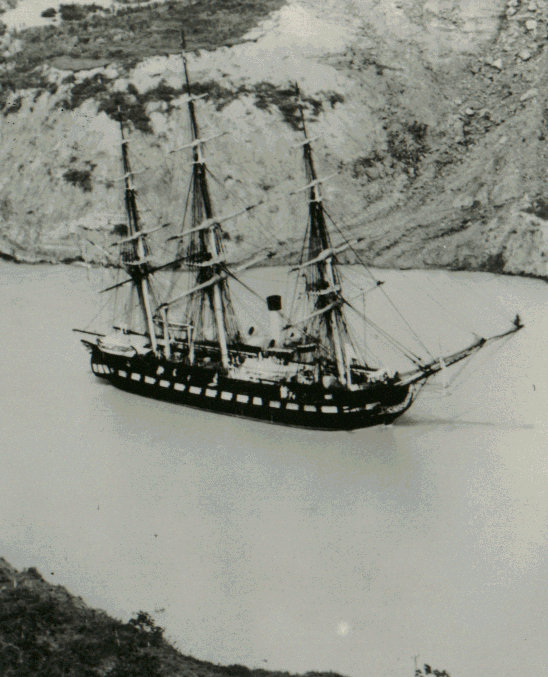
Traversée du canal de Panama en 1932.

Le lieutenant John A. Lord fut choisi pour superviser le projet de reconstruction et les travaux commencèrent alors que les opérations de collecte étaient toujours en cours. Les matériaux de construction furent difficiles à trouver, en particulier le chêne vert ; Lord découvrit un entrepôt oublié en contenant 1 400 t à la base navale de Pensacola en Floride qui avaient été coupés dans les années 1850 pour un programme de construction qui ne vit jamais le jour. Au milieu des années 1920, même les outils nécessaires à la restauration étaient difficiles à trouver et certains venaient d'aussi loin que le Maine. La Constitution entra en cale sèche le 16 juin 1927 devant une foule de 10 000 personnes. Dans le même temps, Charles F. Adams avait été nommé secrétaire à la Marine et il proposa que la Constitution réalise une tournée des États-Unis à la fin de la restauration pour récompenser la nation de ses efforts pour la sauver. Elle quitta la cale sèche le 15 mars 1930 et de nombreux aménagements furent installés en prévision du voyage de trois ans dont une tuyauterie pour amener l'eau dans tout le navire, des toilettes et des douches modernes, un éclairage électrique pour faciliter les visites et plusieurs taximètres pour aider à la navigation.
L'assistant du secrétaire à la Marine, Ernest Jahncke, énonça ses doutes sur la capacité d'une marine moderne à faire naviguer un navire de ce type. Plusieurs groupes de vétérans avaient proposé qu'elle réalise sa tournée à la voile mais du fait du calendrier des visites, elle fut remorquée par le dragueur de mines Grebe. Néanmoins, elle fut remise en service le 1er juillet 1931 sous le commandement de Louis J. Gulliver avec un équipage de soixante marins et de quinze marines. Le départ ne donna pas lieu à des cérémonies particulières et la tournée de 90 villes portuaires commença avec Portsmouth dans le New Hampshire. Elle se rendit jusqu'à Bar Harbor dans le Maine avant de mettre le cap au sud et de traverser la zone du canal de Panama. Elle remonta ensuite la côte Pacifique jusqu'à Bellingham dans l'État de Washington. La Constitution rentra à Boston en mai 1934 et plus de 4,6 millions de personnes étaient montés à son bord durant sa tournée de trois ans.

### Célébrations du bicentenaire
À Boston, la Constitution resta un navire musée et elle accueillait environ 100 000 visiteurs par an. Elle était entretenue par un équipage réduit qui habitait sur le navire ; un nouveau système de chauffage fut installé ainsi que des sprinklers pour la protéger du feu. Le 21 septembre 1938, la Constitution brisa ses amarres lors de l'ouragan de Nouvelle-Angleterre et elle entra en collision avec le destroyer Ralph Talbot ; elle ne fut néanmoins pas gravement endommagée.

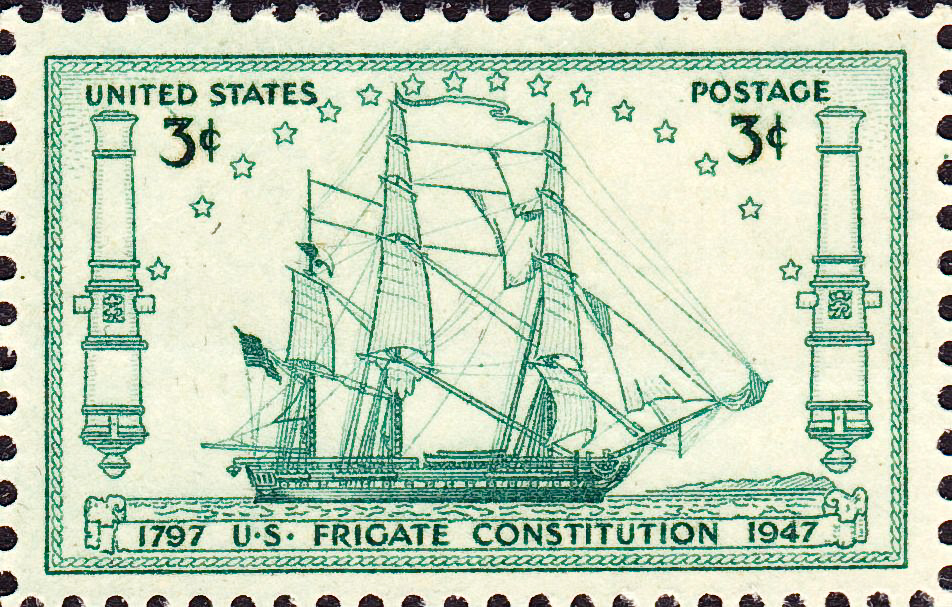
Timbre de 1947 commémorant le de l'USS Constitution.

À cause de la réduction des fonds disponibles, l'état du navire se détériora et des objets furent volés par des chasseurs de souvenirs. En 1940, le président Franklin D. Roosevelt la plaça en service actif de manière permanente , le navire avait ainsi un capitaine attitré depuis le 24 août 1940. Le général Bruce Magruder donna le nom de Old Ironsides à la 1re division blindée de l'US Army en l'honneur du navire. Au début de l'année 1941, elle commença à servir de prison pour les officiers en attente de jugement en cour martiale. En 1947, l'United States Postal Service publia un timbre commémorant le sesquicentenaire du navire et une décision du Congrès de 1954 rendit le secrétaire à la Marine responsable de sa maintenance.
En 1970, une enquête détermina que des réparations étaient nécessaires mais que l'état du navire était moins préoccupant que dans les années 1920. L'US Navy considéra qu'un officier du rang de commander, ayant typiquement une vingtaine d'années de service, était nécessaire pour commander le navire et avoir l'expérience nécessaire à l'organisation des opérations de maintenance. Les fonds furent débloqués en 1972 et elle resta en cale sèche d'avril 1973 à avril 1974. Durant cette période, de larges quantités de chênes rouges furent retirés et remplacés. Le chêne rouge avait été ajouté dans les années 1950 pour voir s'il durerait plus longtemps que le chêne vert mais une grande partie était pourrie. Le commander Tyrone G. Martin devint son capitaine en août 1974 et il supervisa les préparatifs en vue du bicentenaire de l'indépendance des États-Unis. Il prit la décision de restaurer la Constitution afin de lui rendre la configuration qui était la sienne lors de la guerre de 1812 et pour laquelle elle était la plus connue.
L'USS Constitution Museum ouvrit le 8 avril 1976 et un mois plus tard le capitaine Martin inaugura un terrain à proximité de Bloomington dans l'Indiana qui fut nommé Constitution Grove (« bosquet de la Constitution »). La bande de terre de 100 km2 fournit aujourd'hui l'essentiel du chêne blanc nécessaire aux travaux de maintenance. Le 10 juillet, la Constitution mena une parade navale dans le port de Boston et tira des salves pour la première fois depuis un siècle. Le 11, elle salua de 21 coups de canons le yacht HMY Britannia alors qu'il débarquait la reine Élisabeth II et le prince Philippe pour une visite d'état. Les deux visitèrent le navire avec le capitaine Martin et le secrétaire à la Marine J. William Middendorf et plus de 900 000 personnes montèrent à son bord en 1976.

### Restauration de 1995

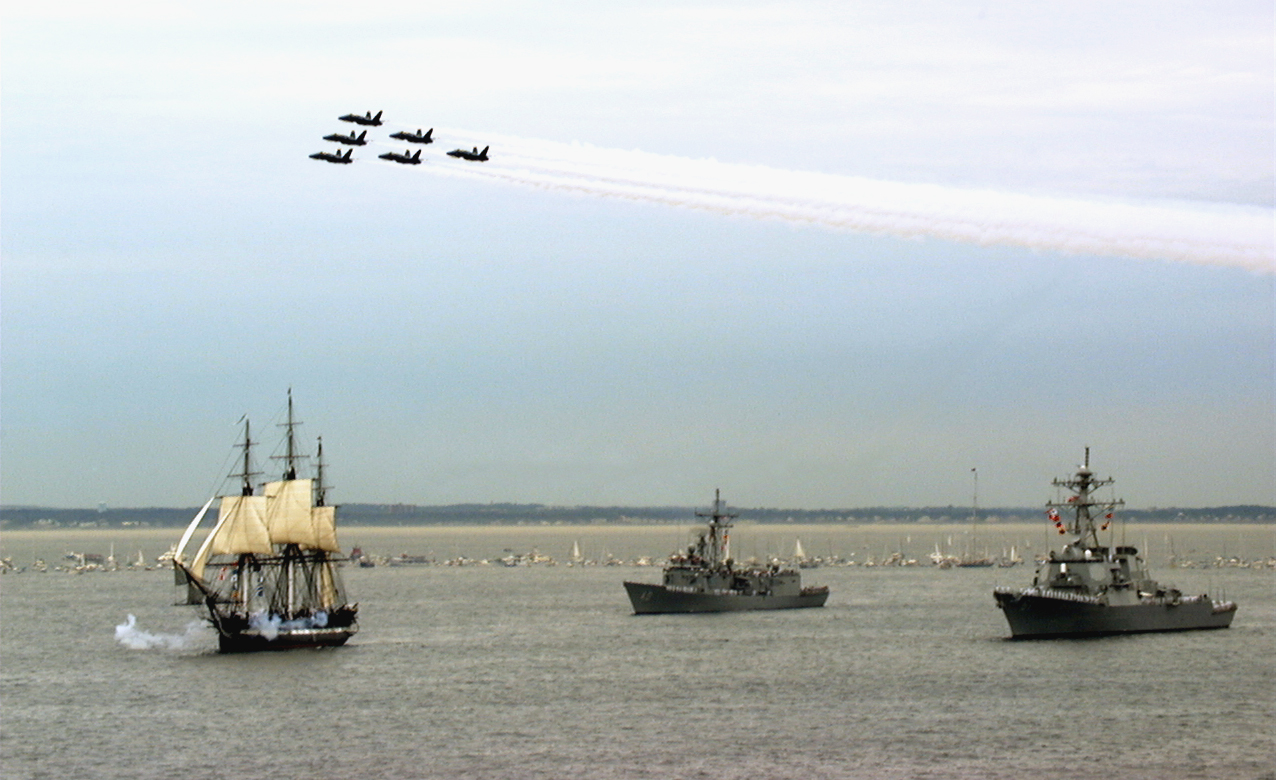
La Constitution navigue sans assistance pour la première fois en 116 ans.

La Constitution entra à nouveau en cale sèche en 1992 pour une inspection et les réparations de routine se transformèrent en la plus importante restauration structurelle depuis le lancement du navire en 1797. Au cours de ses 200 années de service, la Constitution fut un navire de guerre, un navire d'entraînement et finalement un navire de réception et les multiples restaurations avaient considérablement modifié le dessin et les éléments de construction originaux. En 1993, le détachement de Boston du Naval History & Heritage Command étudia les plans de Humphreys et identifia cinq composants structurels nécessaires à la résistance du navire à la torsion longitudinale. À ce moment, la coque de la Constitution s'était déformée en forme d'arche et son centre était plus haut de 33 cm par rapport à la proue et la poupe. À l'aide d'une maquette 1/16e du navire, les architectes navals déterminèrent que la restauration des éléments originaux augmenterait la résistance de la coque de 10 %.
À l'aide de la radiographie, une technique inconnue lors des précédentes restaurations, 300 analyses furent réalisées sur les planches pour détecter des problèmes invisibles depuis l'extérieur. L'équipe de réparation fit appel au laboratoire du service des forêts des États-Unis pour analyser avec des ultrasons l'état des structures qui aurait pu pourrir de l'intérieur. La courbure de 33 cm de la coque fut supprimée en permettant au navire de reposer naturellement sur le fond de la cale sèche. La tâche la plus difficile, comme lors de la restauration de 1920, fut de se procurer du bois en quantité et à la taille voulue. La ville de Charleston en Caroline du Sud donna les chênes verts qui avaient été abattus par l'ouragan Hugo en 1989 et l'entreprise de papeterie International Paper céda des chênes verts de ses propres forêts. La reconstruction suivant la configuration de 1812 se poursuivit alors que la Constitution restait ouverte au public qui pouvait ainsi observer l'avancement des travaux et discuter avec les ouvriers. Le projet d'un coût de quinze millions de dollars fut achevé en 1995.

### Sail 200

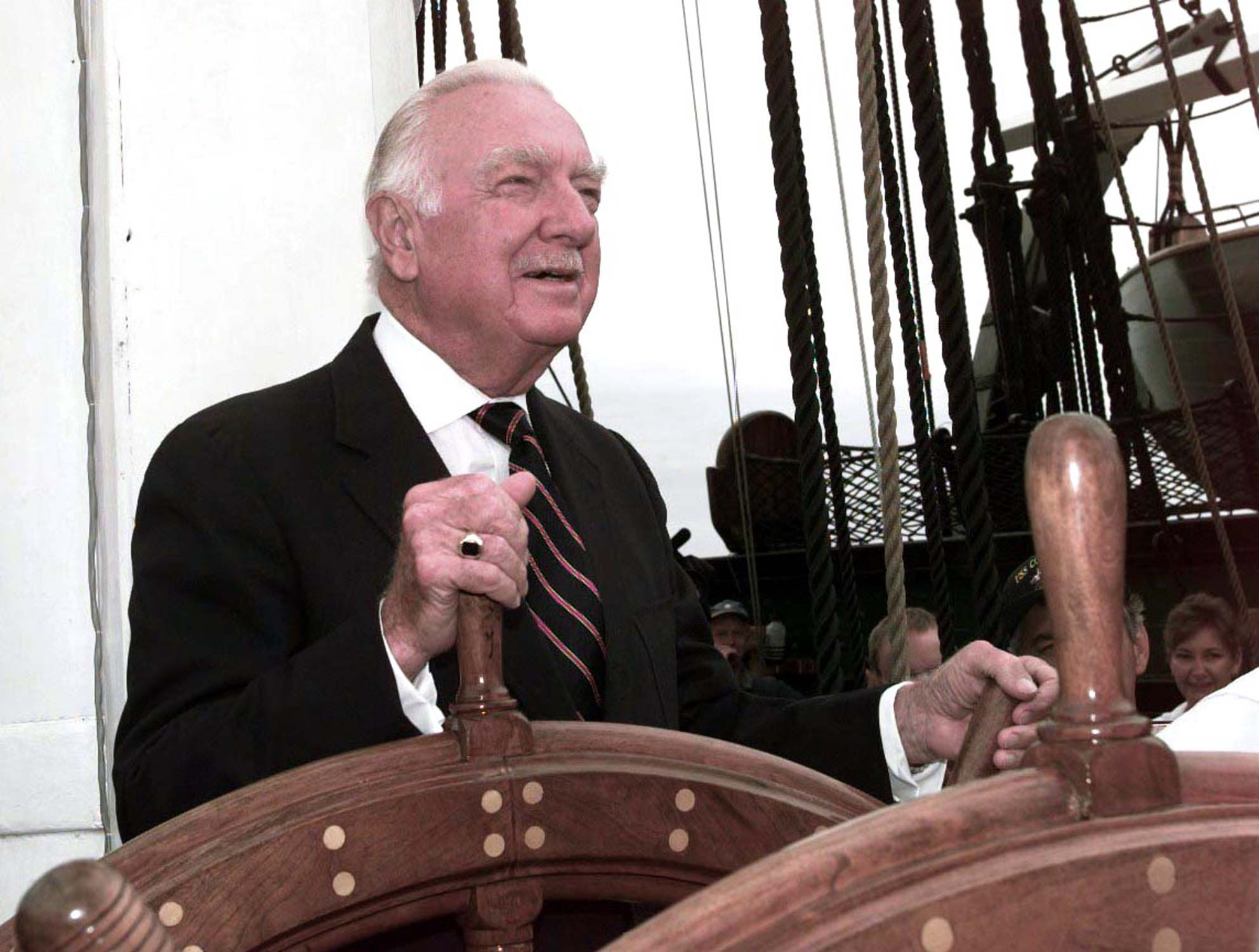
Walter Cronkite tient la barre de la Constitution.

Dès 1991, le commander David Cashman avait suggéré de faire naviguer la Constitution à la voile pour son bicentenaire en 1997. La proposition fut approuvée même si cela représentait une grande entreprise car le navire n'avait pas navigué ainsi depuis plus de 100 ans. Lorsqu'elle quitta la cale sèche en 1995, des opérations plus complètes commencèrent pour la préparer. Comme dans les années 1920, des programmes dans les écoles permirent de rassembler l'argent nécessaire à l'achat des voiles.
Le capitaine Mike Beck commença à entraîner l'équipage pour sa sortie historique avec un manuel de la marine de 1819 et plusieurs mois d'entraînement à bord du trois-mâts barque Eagle de la garde côtière. Le 20 juillet 1997, la Constitution fut remorquée de nuit de son ancrage à Boston jusqu'à un point de mouillage à Marblehead. En chemin, elle utilisa ses voiles pour la première fois en 116 ans et atteignit la vitesse de 6 nœuds (11 km/h), ; il s'agissait également de la première fois depuis 1934 qu'elle quittait de nuit son mouillage à Charlestown. Parmi les invités à bord se trouvaient le secrétaire à la Marine, le chef des opérations navales, l'assistant du commandant du corps des marines, les sénateurs Ted Kennedy et John Kerry et le journaliste et marin passionné Walter Cronkite.
Le lendemain elle fut remorquée à 9,3 km au large où les câbles de remorquage furent largués. Le capitaine Beck ordonna de déployer les voiles et la Constitution navigua durant 40 minutes en direction du sud-sud-est avec un vent de 12 nœuds (22 km/h) ; elle atteignit une vitesse maximale de 4 nœuds (7 km/h). Elle fut accompagnée par deux navires modernes, le destroyer Ramage et la frégate Halyburton, qui rendirent hommage au Old Ironsides et elle fut survolée par l'escadrille de patrouille acrobatique des Blue Angels. En entrant dans son mouillage permanent à Charlestown, elle salua de 21 coups de canons le Fort Independence du port de Boston.

### Aujourd'hui

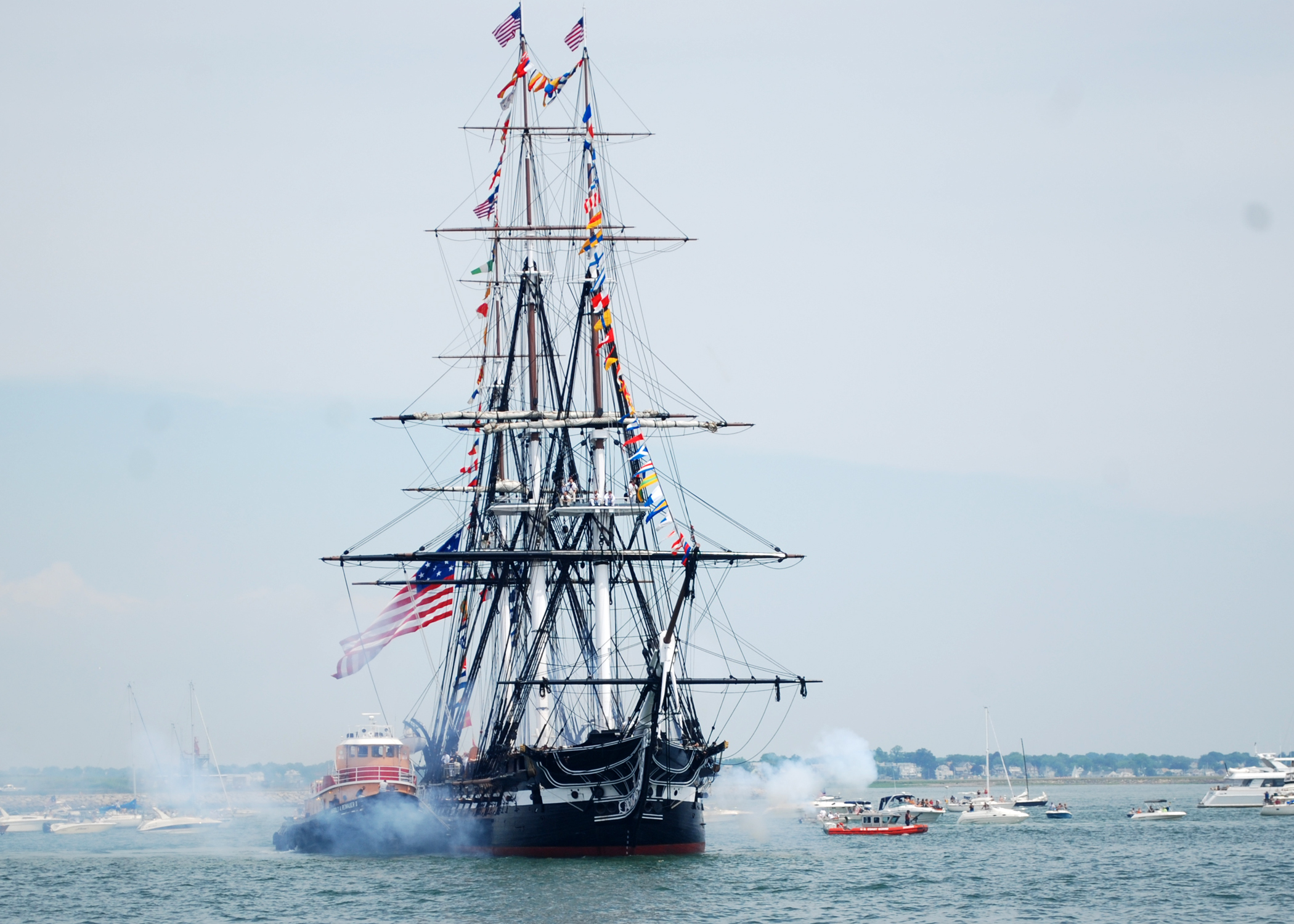
La Constitution tire une salve d'honneur le 4 juillet 2011.

La Constitution est aujourd'hui le plus vieux navire de guerre encore à flot dans le monde,. Sa mission est de promouvoir la compréhension du rôle de la Marine dans la guerre et la paix à travers des programmes de sensibilisation, l'accès du public et des démonstrations historiques. Son équipage de 60 marins et officiers participe à des cérémonies, des programmes éducatifs et à différents événements tout en gardant le navire gratuitement ouvert au public tout au long de l'année. Tous les membres d'équipage sont du personnel d'active de l'US Navy et cette affectation est considérée comme un grand honneur.
Le détachement de Boston du Naval History & Heritage Command est responsable de la planification et de la réalisation des opérations de maintenance, de réparation et de restauration et il essaye de maintenir le navire dans sa configuration de 1812. Selon le détachement, seuls 10 à 15 % du bois de la Constitution date de sa construction en 1795-1797.
Elle se trouve actuellement mouillée au quai 1 du Charlestown Navy Yard à une extrémité du Freedom Trail de Boston. L'USS Constitution Museum se trouve dans un bâtiment restauré du chantier naval au début du quai 2. Chaque année la Constitution est remorquée dans le port de Boston où elle réalise des démonstrations, des exercices de tir avant de retourner à son mouillage où elle est amarrée dans la direction opposée pour s'assurer qu'elle est exposée de manière symétrique aux éléments climatiques. Cette « croisière » est ouverte au public sur la base d'une loterie.

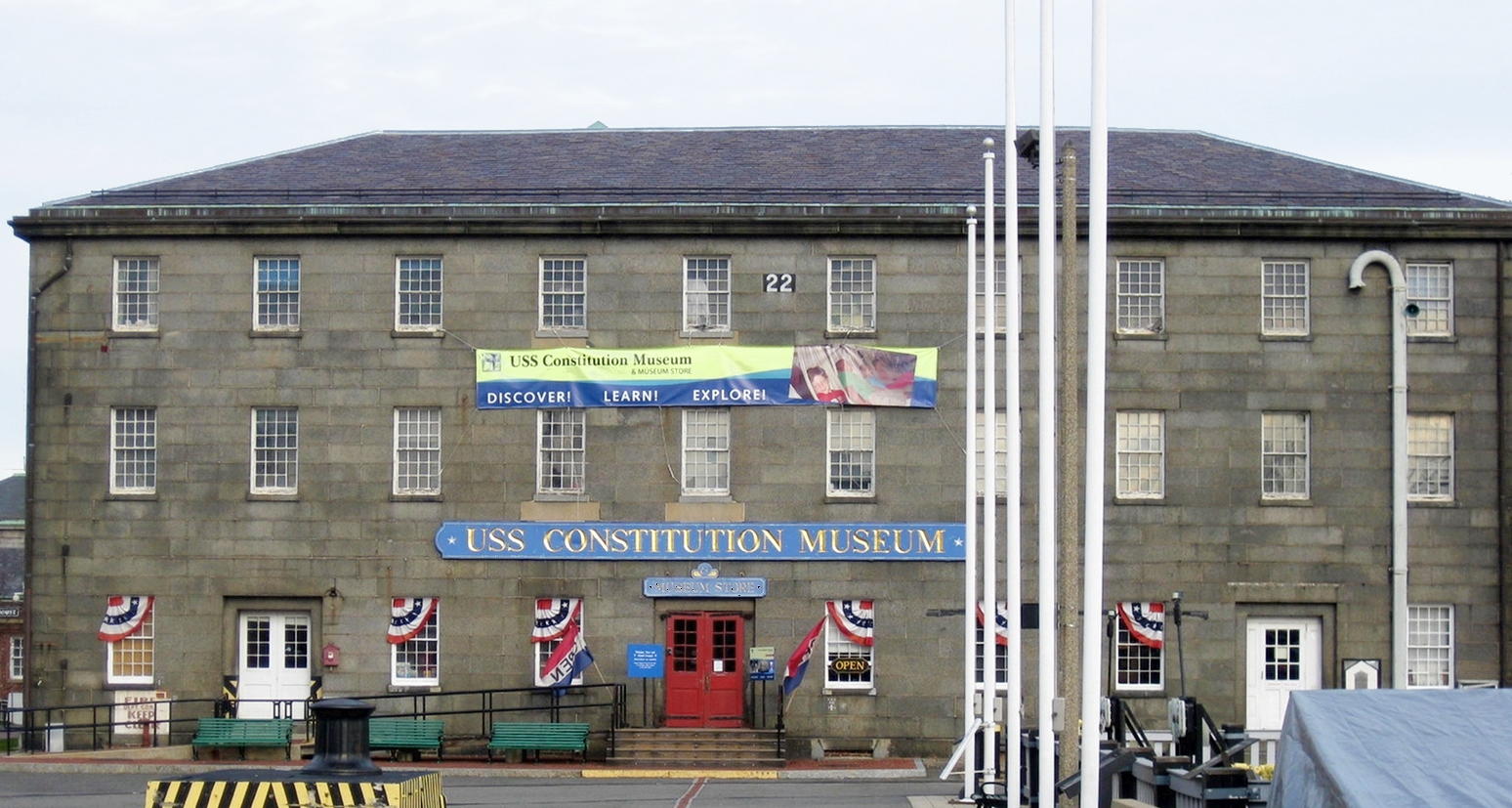
Musée de l'USS Constitution

En 2003, l'équipe des effets spéciaux du film Master and Commander : De l'autre côté du monde passa plusieurs jours à bord de la Constitution pour réaliser un modèle informatique servant de base à la frégate française fictive Acheron. Le lieutenant commander John Scivier de la Royal Navy, capitaine du HMS Victory, effectua une visite de la Constitution en novembre 2007 avec son capitaine William A. Bullard III et ils discutèrent d'un programme d'échange entre les deux navires.
La Constitution termina une période de trois années de réparations en novembre 2010 au cours de laquelle l'ensemble du pont supérieur fut remplacé pour lui rendre sa courbure originale et permettre à l'eau de s'écouler à l'extérieur. En plus des réparations du pont, 50 planches de la coque et de l'écoutille principale furent réparées ou remplacées. Ses flancs supérieurs furent également restaurés pour que la Constitution retrouve le profil qu'elle avait après sa victoire contre la Guerriere au cours de laquelle elle avait gagné son surnom de Old Ironsides. L'équipage de la Constitution et son capitaine Matt Bonner firent naviguer le navire à la voile le 19 août 2012 pour la première fois depuis 1997 à l'occasion du bicentenaire de son affrontement avec la Guerriere. Bonner est le 72e capitaine de la Constitution.

## Galerie d'images

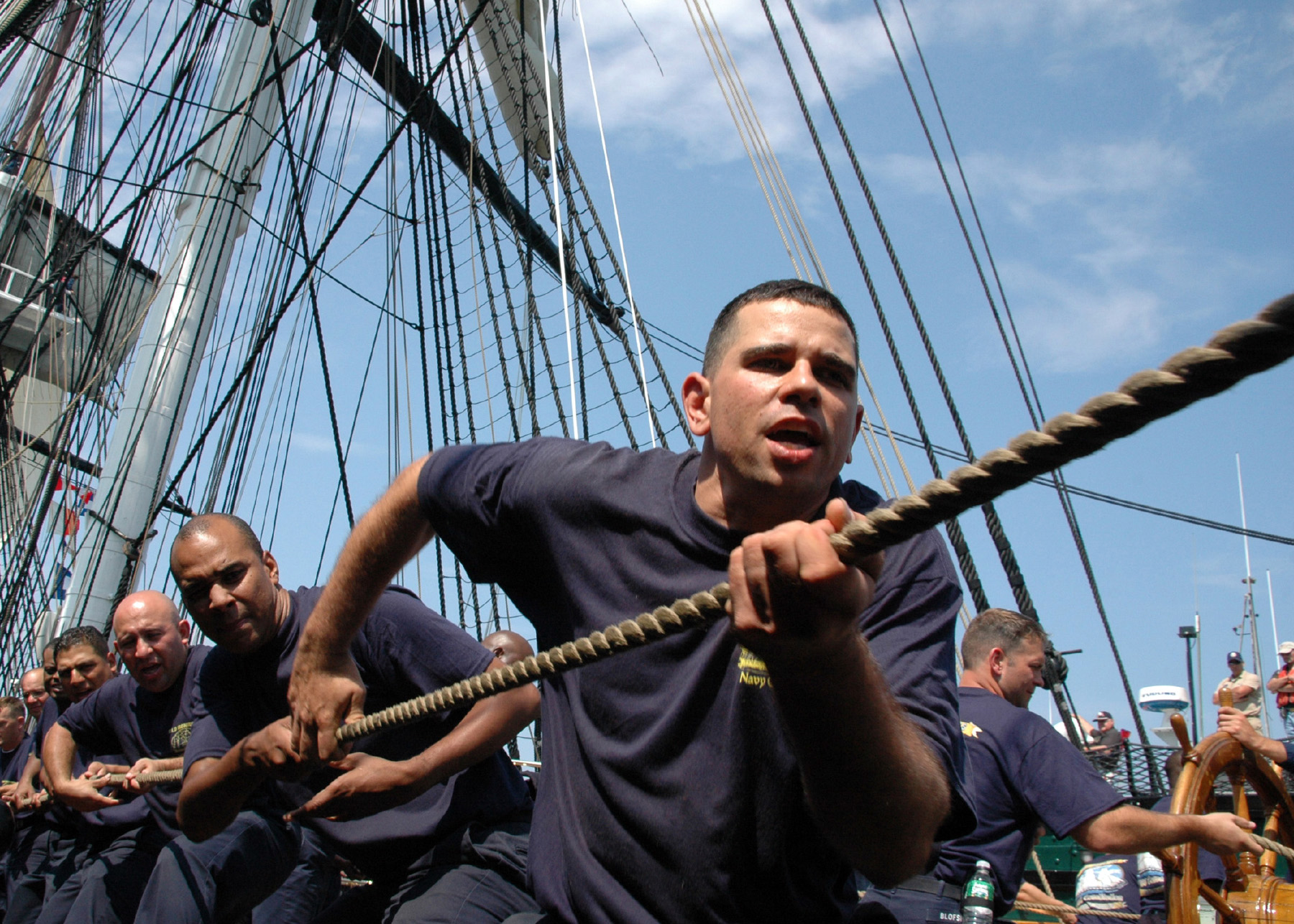
Marins hissant le hunier de misaine.
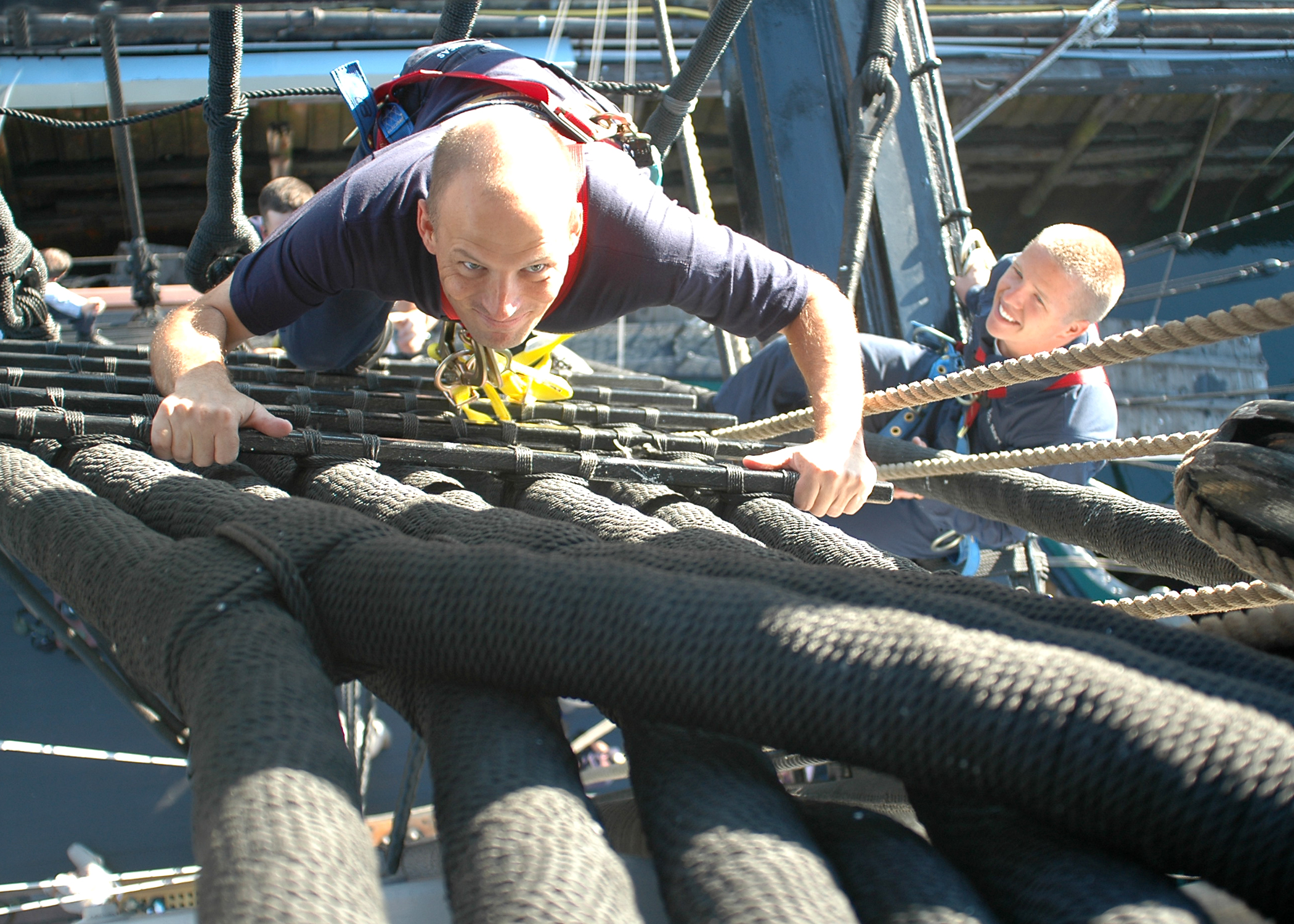
Gabier de l'US Navy sur le mât de misaine.
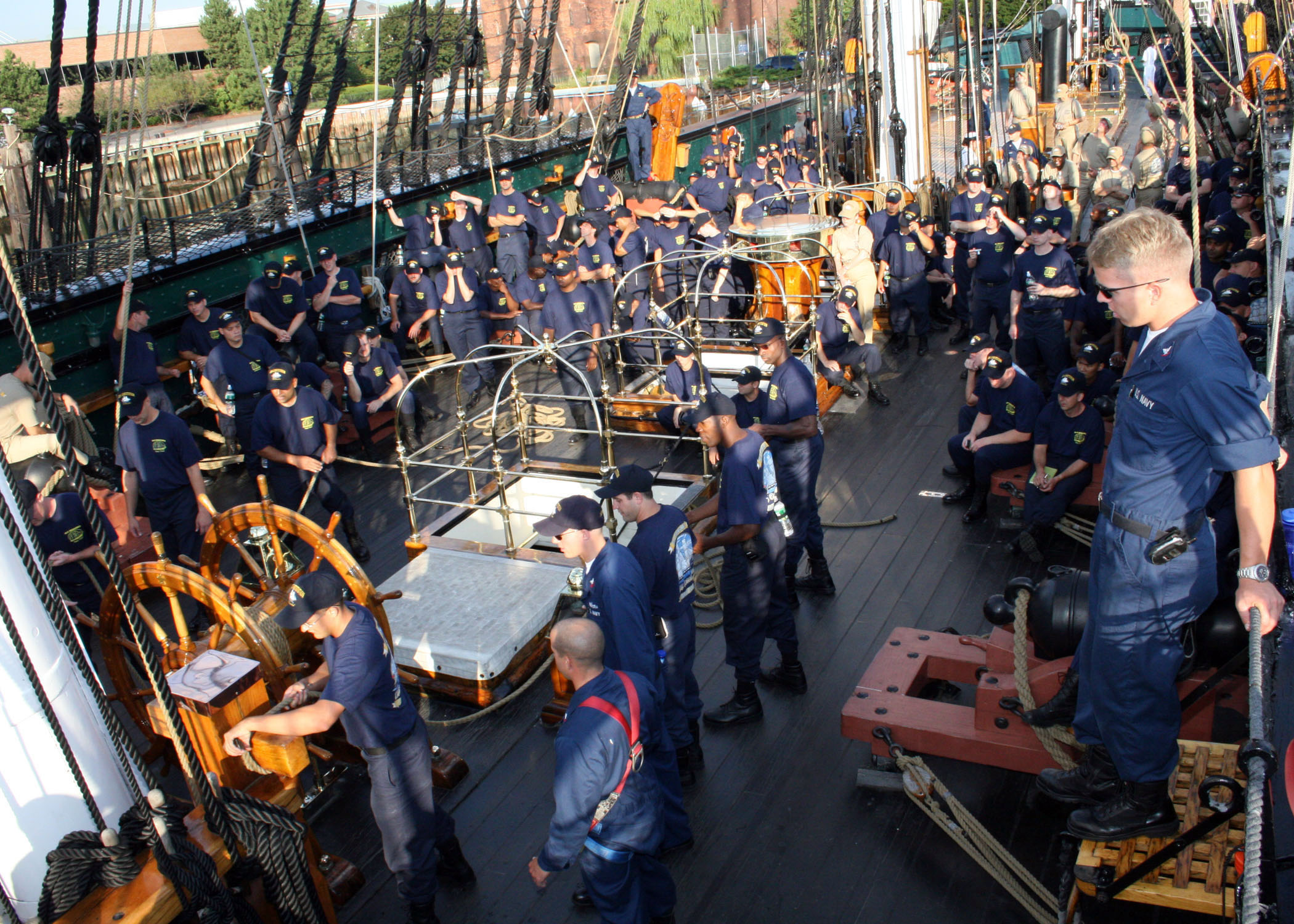
Briefing du Bosco
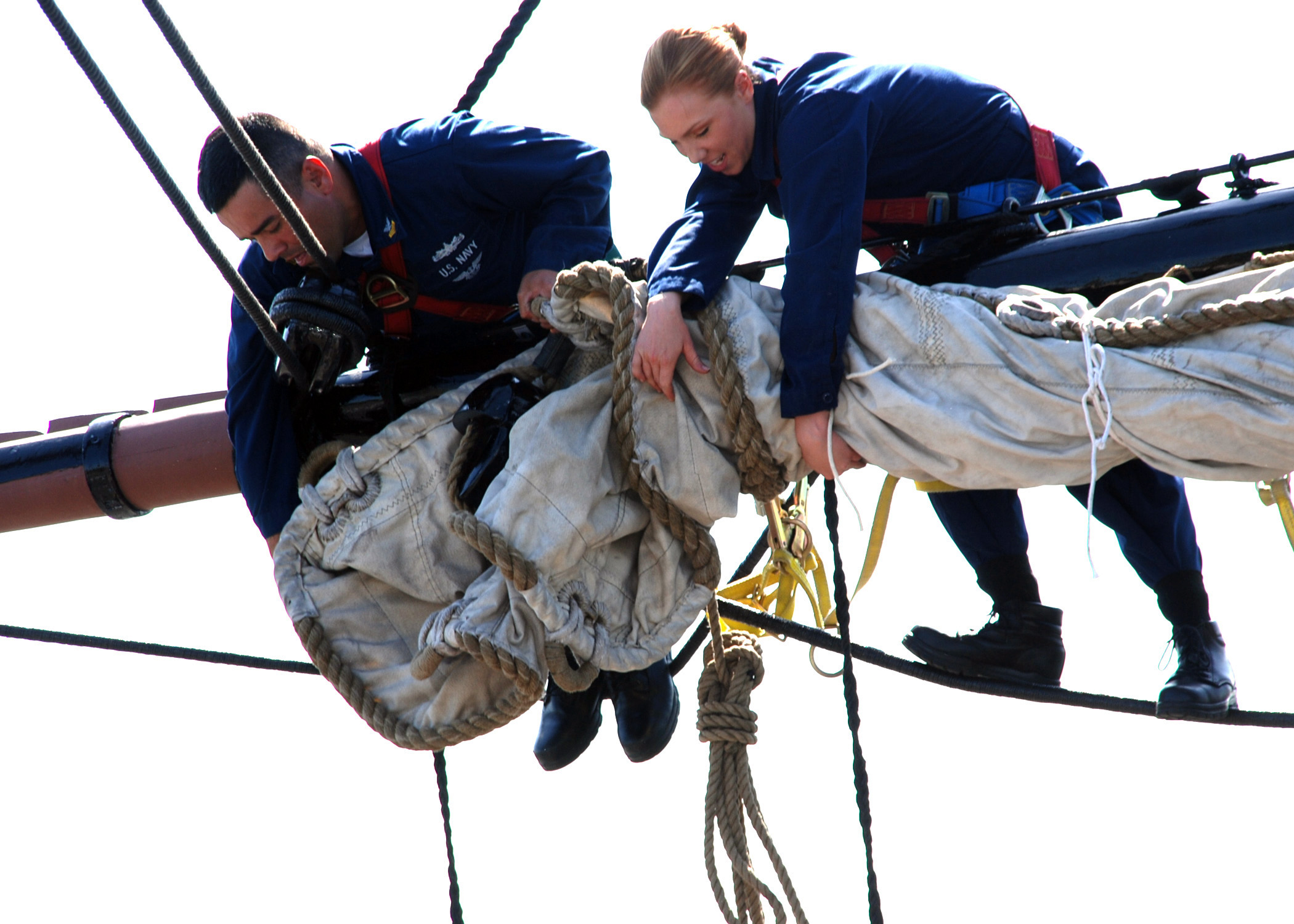
Gabier sur le hunier de misaine.
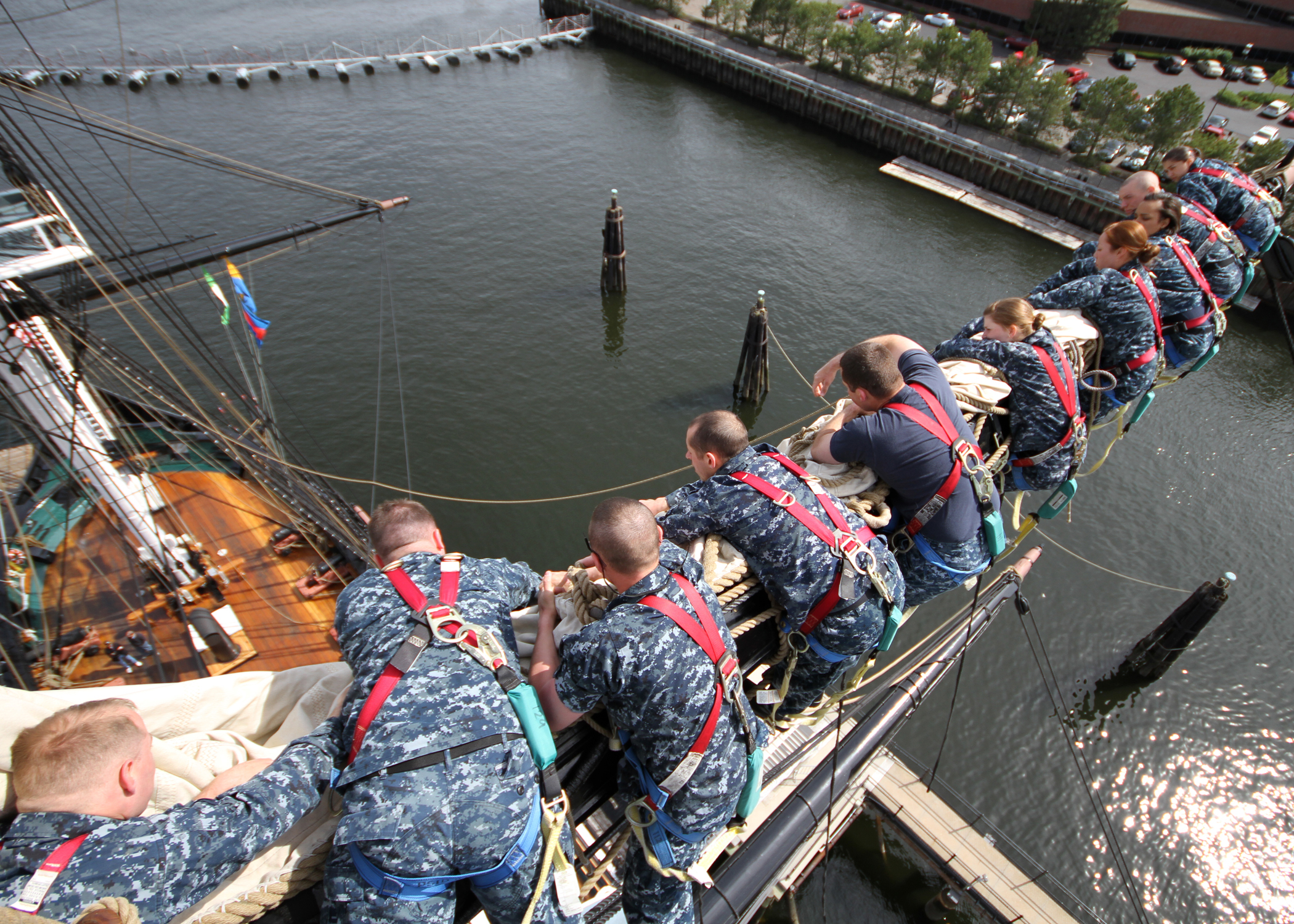
Cadets de l'US Navy sur le marchepied.
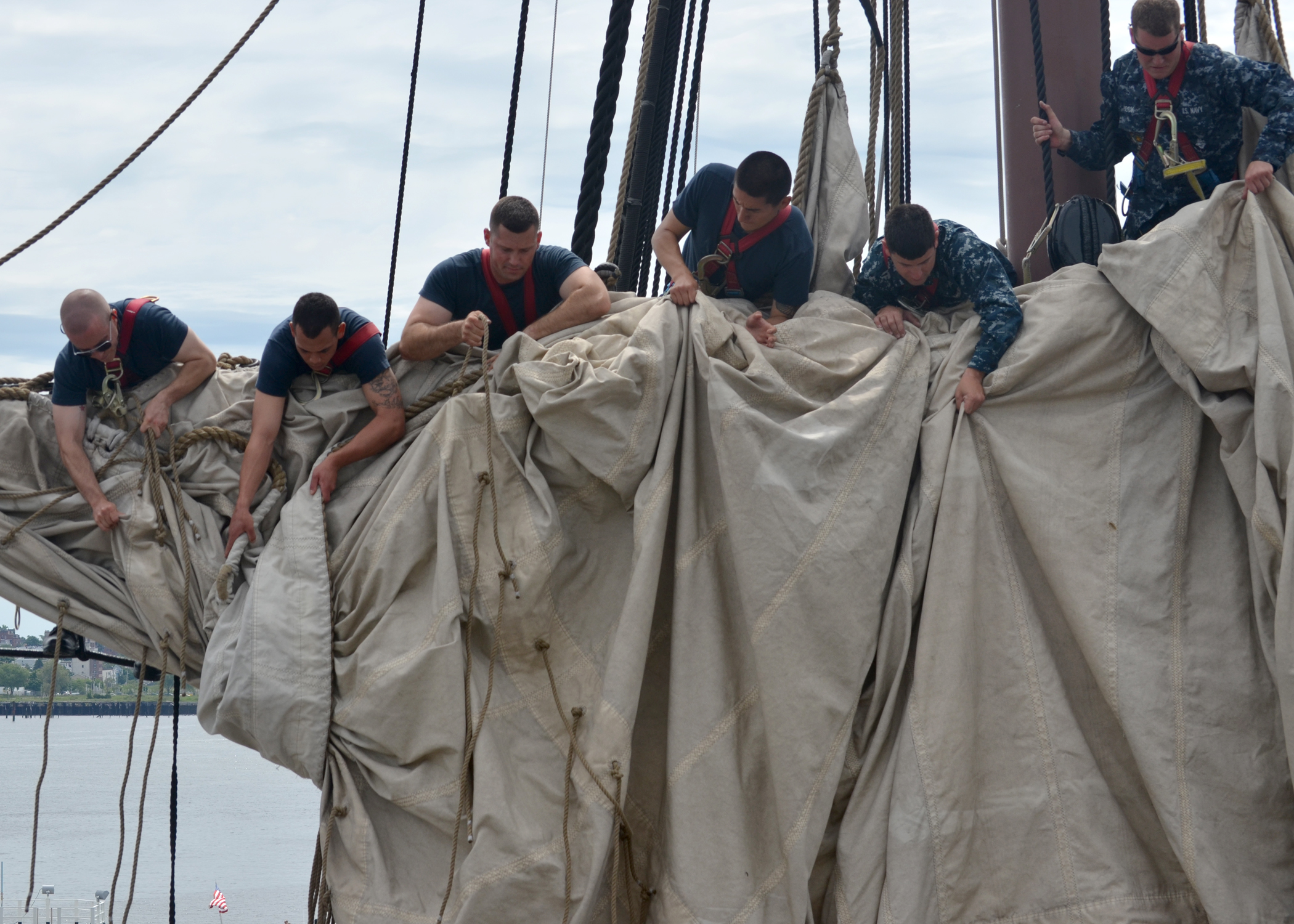
Marins de l'US Navy ferlant une voile.
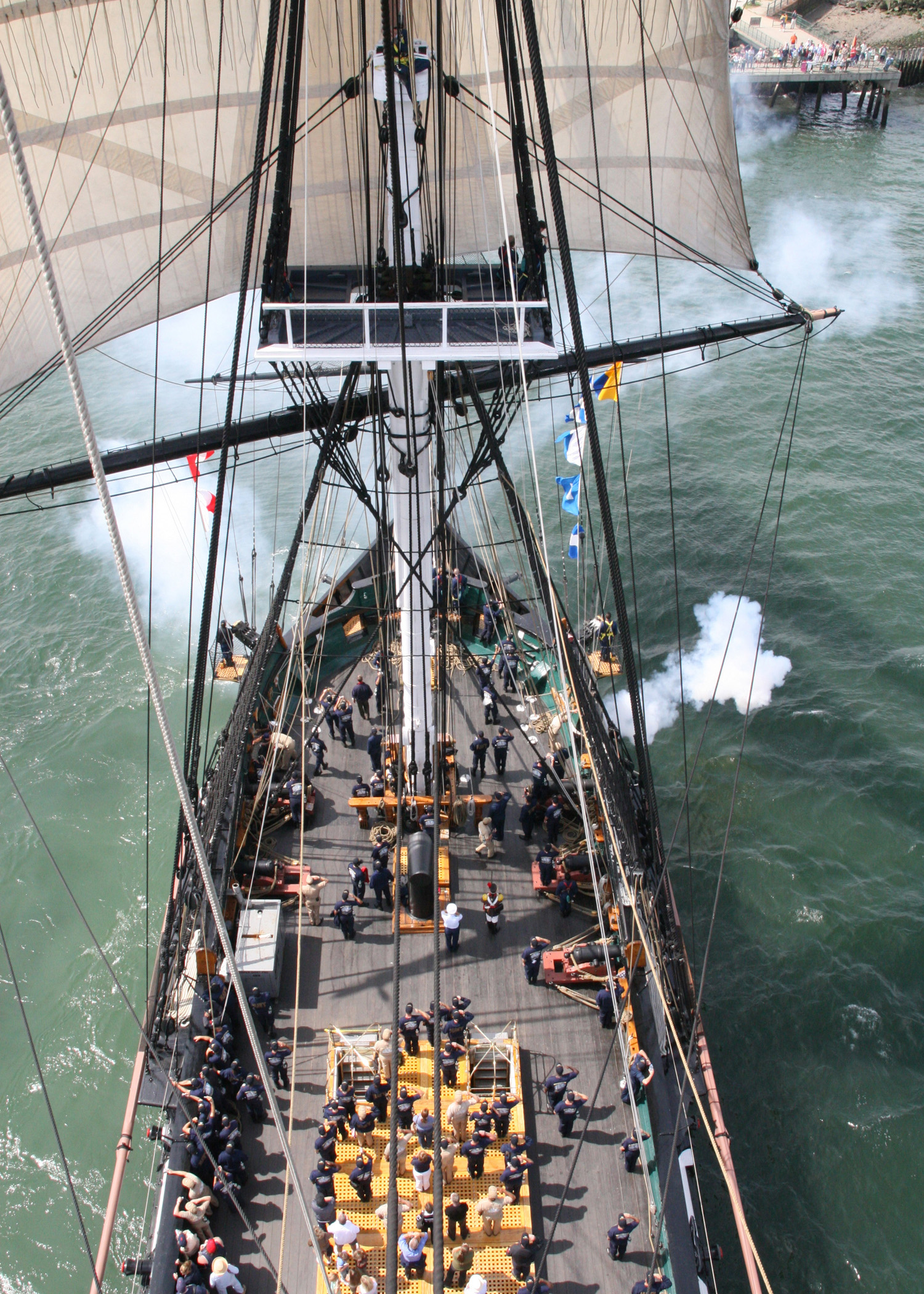
Vue du pont depuis la hune du grand-mât.
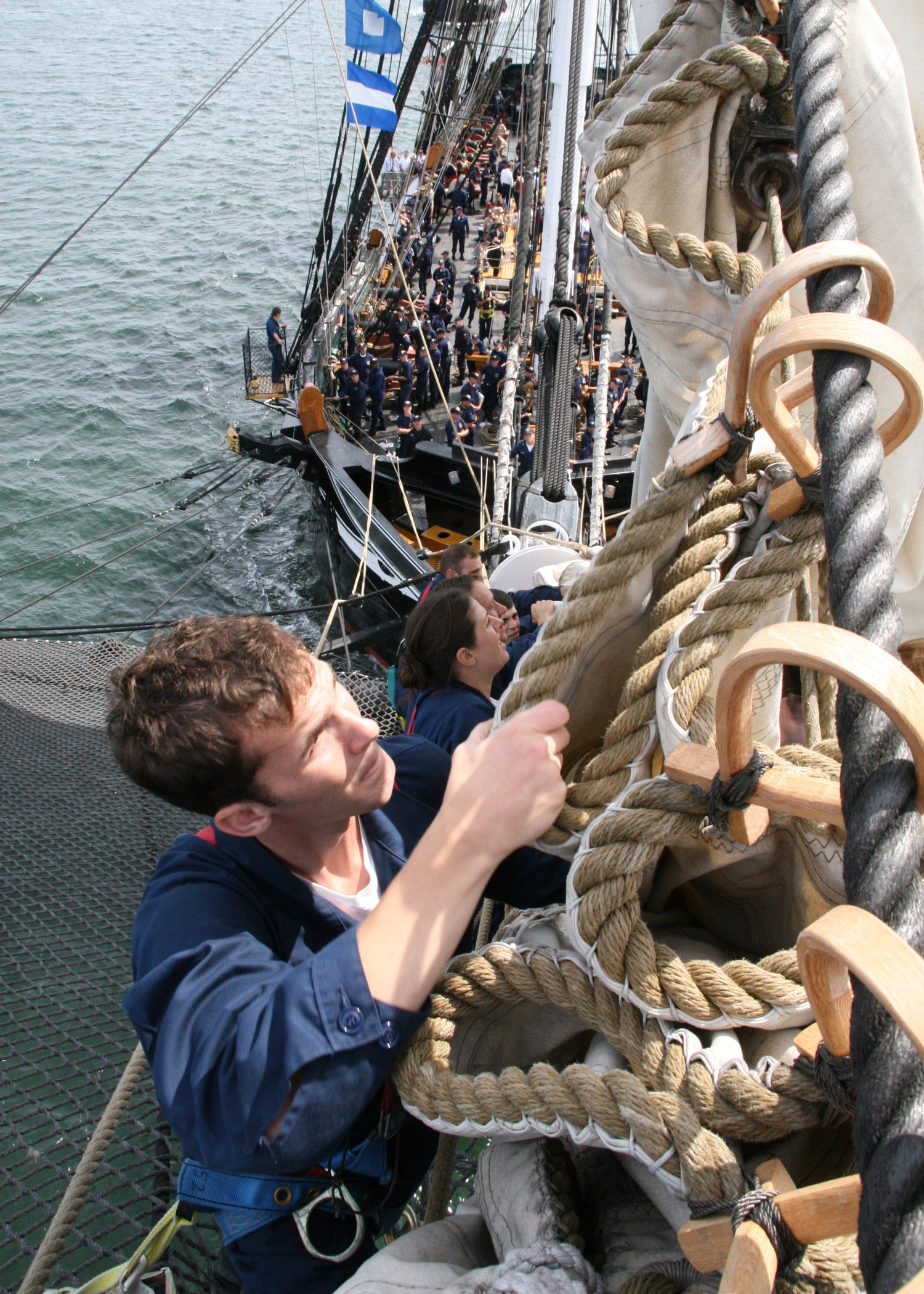
Travail sur les focs.
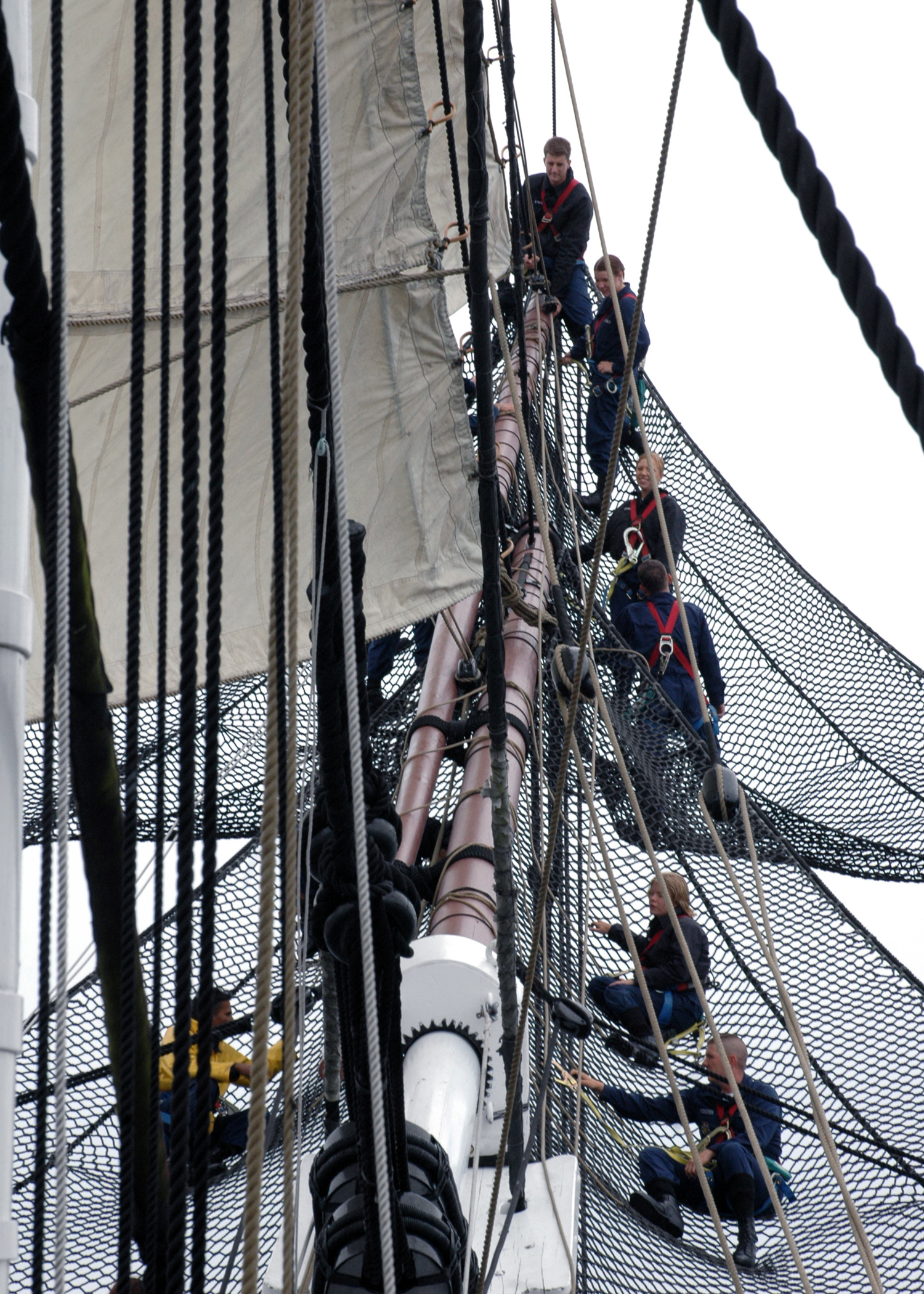
Marins sur les voiles d'avants.